# Wilhelm II, Hoàng đế Đức
Friedrich Wilhelm Viktor Abert von Hohenzollern, Wilhelm II của Phổ và Đức, (27 tháng 1 năm 1859 – 4 tháng 6 năm 1941) là vị Hoàng đế (Kaiser) cuối cùng của Đế quốc Đức, đồng thời cũng là vị Quốc vương cuối cùng của Vương quốc Phổ, trị vì từ năm 1888 cho đến năm 1918. Ông là một trong những nhân vật chủ chốt trong lịch sử châu Âu vào thế kỷ 20, và những chính sách của ông đóng vai trò quyết định đối với sự bùng nổ của cuộc Chiến tranh thế giới lần thứ nhất. Thuở thiếu thời, ông lâm vào sự mâu thuẫn gay gắt đối với song thân của ông, và đặc biệt là mẹ của ông - Vương nữ Victoria, con gái cả của Nữ vương Victoria nước Anh. Ông lên nối ngôi lúc đã gần 30 tuổi và hai năm sau đó ông cách chức Thủ tướng Otto von Bismarck do bất đồng với chính sách ngoại giao khôn khéo của Bismarck. Wilhelm II thực hiện chính sách cô lập nước Đức, tạo điều kiện cho Nga liên minh với Pháp vào năm 1894. Ông là người có chủ nghĩa quân phiệt và chủ nghĩa dân tộc cùng với mong muốn xây dựng lực lượng hải quân mạnh nhằm đưa nước Đức trở thành cường quốc hàng đầu thế giới.
Wilhelm II là một trong những danh nhân lịch sử có sức hút lớn nhất đối với hậu thế. Là người có tính cách mâu thuẫn, ông mong muốn trở thành một vị vua - chiến binh lỗi lạc nhưng lại yếu ớt. Thừa hưởng Đế quốc Đức hùng mạnh, ông quyết tâm mở mang nền văn hóa, nghệ thuật, nhạc kịch và kiến trúc, với không ít thành công. Chính sách này khiến ông tự coi mình là vị "Hoàng đế hiếu hòa" (Friedenskaiser). Tuy không thích người Do Thái nhưng vị Hoàng đế khoan dung một nhóm doanh nghiệp Do Thái bởi lẽ ông nhận thấy tầm quan trọng của họ. Với tính khí khác thường, ông thường nói thế này nhưng lại làm thế khác. Ông cũng khuếch trương xây dựng lực lượng Hải quân Đức, và cuộc chạy đua hải quân giữa Đế quốc Đức và Đế quốc Anh chính là một nhân tố quan trọng dẫn đến quan hệ ngoại giao tồi tệ giữa chính phủ 2 nước. Cho đến năm 1914, nước Đức đã có nền kinh tế vượt trội so với Anh, và lớn mạnh hơn bất kỳ một liệt cường nào khác - một thành tựu lẫy lừng của triều đại Wilhelm II. Trong khi ấy chính sách cô lập nước Đức của ông gặp một hậu quả là nước Anh liên minh với Nga và Pháp, mặc dù Đế quốc Áo-Hung ủng hộ Đức. Wilhelm II cũng thiết lập liên minh với Đế quốc Ottoman của người Thổ Nhĩ Kỳ.
Dù có người tố cáo ông là kẻ gây ra cuộc Chiến tranh thế giới thứ nhất, thực chất ông đã không ít lần ngăn cản sự bùng nổ và tiếp diễn của cuộc chiến này kể từ khi xảy ra những mầm mống của nó, và cả lúc nó đang tiếp diễn. Trong chiến tranh, vai trò Tổng tư lệnh tối cao của ông chỉ còn là danh nghĩa, bị các tướng lĩnh Đức chi phối. Do sự phối hợp kém của đồng minh và những sai lầm về chiến lược quân sự của mình, các chiến dịch của Đức nhằm đánh nhanh, thắng nhanh đều phá sản. Năm 1918, quân Anh, Pháp, Mỹ phản công trên khắp mặt trận, đồng thời cách mạng nổ ra chống lại chế độ Wilhelm. Wilhelm buộc phải thoái vị vào năm 1918 và sang Hà Lan tị nạn. Kể từ năm 1920, ông sinh sống tại nhà riêng ở Doorn trên đất khách quê người. Khi ấy, ông vẫn luôn khao khát về nước khôi phục nền quân chủ, nhưng khi nhận thấy Đức Quốc xã không muốn điều này xảy ra, ông cắt đứt quan hệ với chính phủ Đức Quốc xã vào năm 1934, và ông vẫn an trí tại Hà Lan cho đến khi qua đời vào năm 1941 trong cuộc Chiến tranh thế giới lần thứ hai.

## Đầu đời

### Sinh thành và thân thế

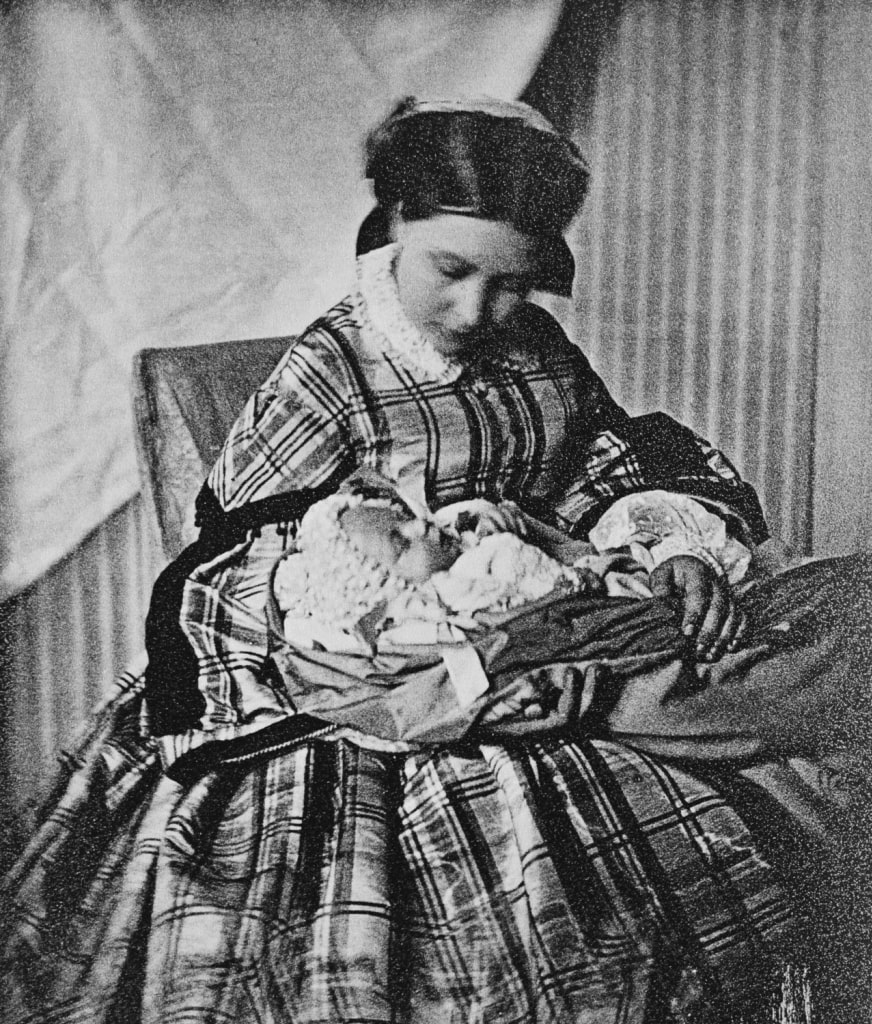
Vương nữ Vương thất Victoria và Hoàng tôn Wilhelm - khi vẫn còn là một đứa trẻ sơ sinh

Hoàng tôn Wilhelm là con trưởng của Hoàng tử Friedrich Wilhelm nước Phổ (về sau là Hoàng đế Friedrich III) và Vương nữ Victoria của Anh (thường được biết đến với cái tên Vicky trong nội bộ gia đình). Ông sinh tại Cung điện Kronprinzenpalais ở kinh đô Berlin vào ngày 27 tháng 1 năm 1859. Các văn bản và tài liệu lịch sử của Đức sau này cho thấy rằng trong ca sinh của Victoria đã xảy ra một số trục trặc và kéo đến hàng giờ khi đứa bé sơ sinh đang ở tư thế sinh ngược. Về sau cũng chính vì sự kiện này đã để lại cho Wilhelm dị tật suốt đời bên cánh tay trái. Các đánh giá y tế hiện đại đã kết luận tình trạng thiếu oxy khi sinh của Wilhelm là do tư thế sinh ngôi mông và dùng quá nhiều chloroform khiến ông bị tổn thương não từ mức độ nhẹ và biểu hiện là sau này ở hành vi hiếu động, thất thường và khả năng chú ý hạn chế, khả năng xã hội bị suy giảm. Chấn thương đám rối thần kinh cánh tay này đã dẫn đến chứng Erb bị liệt và tình trạng cơ thể không tương đồng ở cánh tay trái ngắn hơn tay phải khoảng 6 inch (15 cm). Nhận thấy điều này, trong những bức ảnh sau này Wilhelm chụp, ông điều cố gắng che giấu đi cánh tay trái và làm nổi bật hơn ở cánh tay phải. Về sau, các nhà sử học đã cho rằng khuyết tật này ảnh hưởng rất nhiều đến sự phát triển cảm xúc của ông trong độ tuổi trưởng thành.

## Tuổi trẻ của Wilhelm II

### Thiếu thời

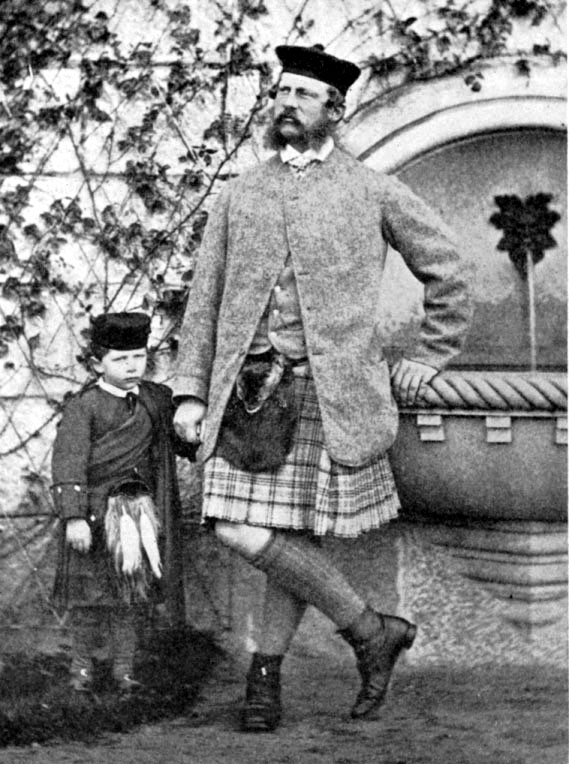
Wilihelm và cha, Thái tử Friedrich trong trang phục người Scotland tại Lâu đài Balmoral vào tháng 10 năm 1863.

Là cháu trai đầu tiên của Victoria của Anh, Wilhelm từ nhỏ đã được tiếp xúc với các thành viên đương thời trong Vương thất Anh. Năm 1863, ông được đưa đến Anh để có mặt trong đám cưới của con trai cả của Nữ vương Victoria, người mà ông gọi là cậu, Bertie (sau này là Quốc vương Edward VII) và Alexandra của Đan Mạch trong trang phục truyền thống của người Scotland. Trong buổi lễ, Vương tử Alfred, khi đó mới mười tám tuổi, được giao nhiệm vụ để mắt và đảm bảo sự trật tự cho Wilhelm bốn tuổi. Alfred được Wilhelm gọi bằng cậu. Sự tinh nghịch và tính năng động của ông đã gây nhiều phiền toái cho Alfred, trong buổi lễ này Wilhelm đã đe dọa và cắn Alfred khi cố gắng kiềm chế tính năng động này của ông. Nữ vương Victoria đã bỏ lỡ cơ hội chứng kiến vụ việc này. Đối với các thành viên trong gia đình, Nữ vương dường như yêu mến Wilhelm hơn cả, trong mắt của Victoria của Anh, bà thường đánh giá cháu mình là "một đứa trẻ thông minh, thân yêu, ngoan ngoãn và là niềm yêu thích tuyệt vời của Vicky yêu quý của ta".

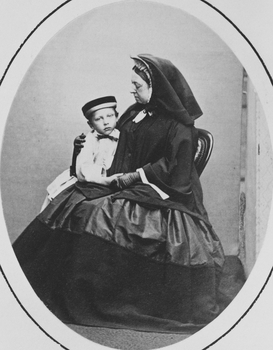
Hoàng tôn Wilhelm và bà ngoại, Victoria của Anh

Mẹ của ông, Thái tử phi Victoria, bị ám ảnh bởi cánh tay có tật của ông, bà thường tự trách bản thân và khăng khăng rằng ông sau này phải trở thành một tay đua cừ khôi. Ý nghĩ của Victoria rằng Wilhelm, với tư cách là người thừa kế ngai vàng, không thể cưỡi ngựa là điều không thể chấp nhận được đối với bà. Các bài học cưỡi ngựa đã bắt đầu khi Wilhelm lên tám tuổi và là một vấn đề về sức bền đối với ông. Trong nhiều lần, khi được đặt lên lưng ngựa, Wilhelm liên tục la khóc nhưng bắt buộc phải học từng bước nhỏ trong việc điều khiển ngựa. Thời gian này, bất chấp những giọt nước mắt của vị Hoàng tôn và những cú trượt ngã hết lần này đến lần khác, mẹ ông, Victoria vẫn kiên quyết và cuối cùng sau nhiều tuần như vậy ông đã có thể giữ được thăng bằng và điều khiển ngựa thuần thục.

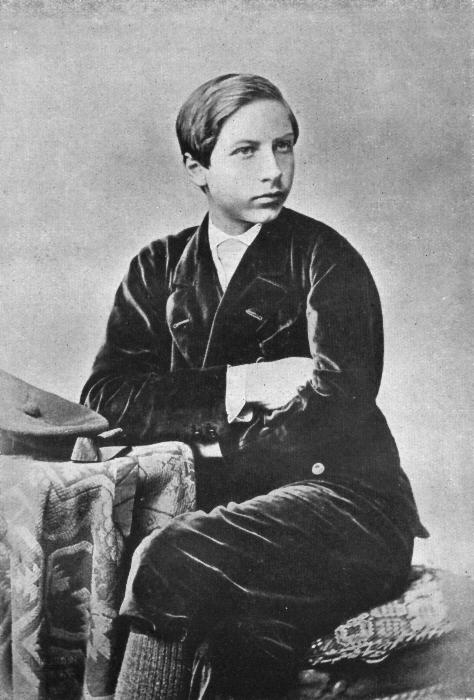
Hoàng tôn Wilhelm ở tuổi thiếu niên (15 tuổi).

Wilhelm, từ sáu tuổi, đã được kèm cặp và chịu ảnh hưởng lớn từ người thầy 39 tuổi, Georg Ernst Hinzpeter. Sau này ông đã viết rằng "thực sự là một người thầy tốt. Liệu ông ấy có phải là gia sư phù hợp với tôi hay không, tôi không dám quyết định. Nhưng những đau khổ đã gây ra cho tôi trong những lần cưỡi ngựa, chắc chắn thuộc về lỗi của thân mẫu tôi." Khi còn là một thiếu niên, ông đã được giáo dục ở Kassel tại Friedrichsgymnasium. Vào tháng 1 năm 1877, khi học xong trung học và vào ngày sinh nhật thứ mười tám của mình, ông nhận được một món quà từ bà ngoại, Nữ vương Victoria là huân chương Order of the Garter. Wilhelm sở hữu trí thông minh nhanh nhẹn, nhưng điều này thường bị lu mờ bởi tính khí nóng nảy của chính ông. Sau những năm ở Kassel, ông đã trải qua bốn nhiệm kỳ tại Đại học Bonn để nghiên cứu luật và chính trị. Wilhelm trở thành thành viên của Quân đoàn độc quyền Borussia Bonn.
Là một hoàng tôn của Vương tộc Hohenzollern, Wilhelm ngay từ khi còn nhỏ đã được tiếp xúc với xã hội quân phiệt của tầng lớp quý tộc Phổ. Điều này đã có ảnh hưởng rất lớn đến ông và khi trưởng thành, Wilhelm hiếm khi bị bắt gặp mặc thường phục. Nền văn hóa quân sự siêu nam tính của Phổ trong thời kỳ này đã đóng khung nhiều vào lý tưởng chính trị và các mối quan hệ cá nhân của ông. Hoàng tôn rất ngưỡng mộ cha ông, Thái tử Friedrich, người đã được con trai mình nhìn bằng một tình yêu và sự kính trọng sâu sắc. Vị thế của cha như một người anh hùng trong các cuộc chiến tranh thống nhất đã phần lớn giúp củng cố cho thái độ của ông từ khi còn trẻ và cũng như sau này; nhưng quan hệ tình cảm chặt chẽ giữa cha và ông không được khuyến khích trong xã hội chính trị Đức vào thời điểm đó. Song, khi tiếp xúc với các đối thủ chính trị của Thái tử Frederick, Wilhelm bắt đầu có nhiều cảm xúc xung quanh hơn đối với cha mình, nhận thấy ảnh hưởng của mẹ ông đối với cha, một nhân vật mà ông cho rằng đáng lẽ phải sở hữu tính độc lập và sức mạnh nam tính. Hoàng tôn Wilhelm cũng thần tượng ông nội của mình, Hoàng đế Wilhelm I, ông là một hình mẫu trong những nỗ lực sau này để nuôi dưỡng sự sùng bái ngưỡng mộ của Hoàng đế Đức đầu tiên là "Wilhelm I Đại đế". Tuy nhiên, ông có một mối quan hệ không tốt đẹp với mẹ của mình.

### Giáo dục

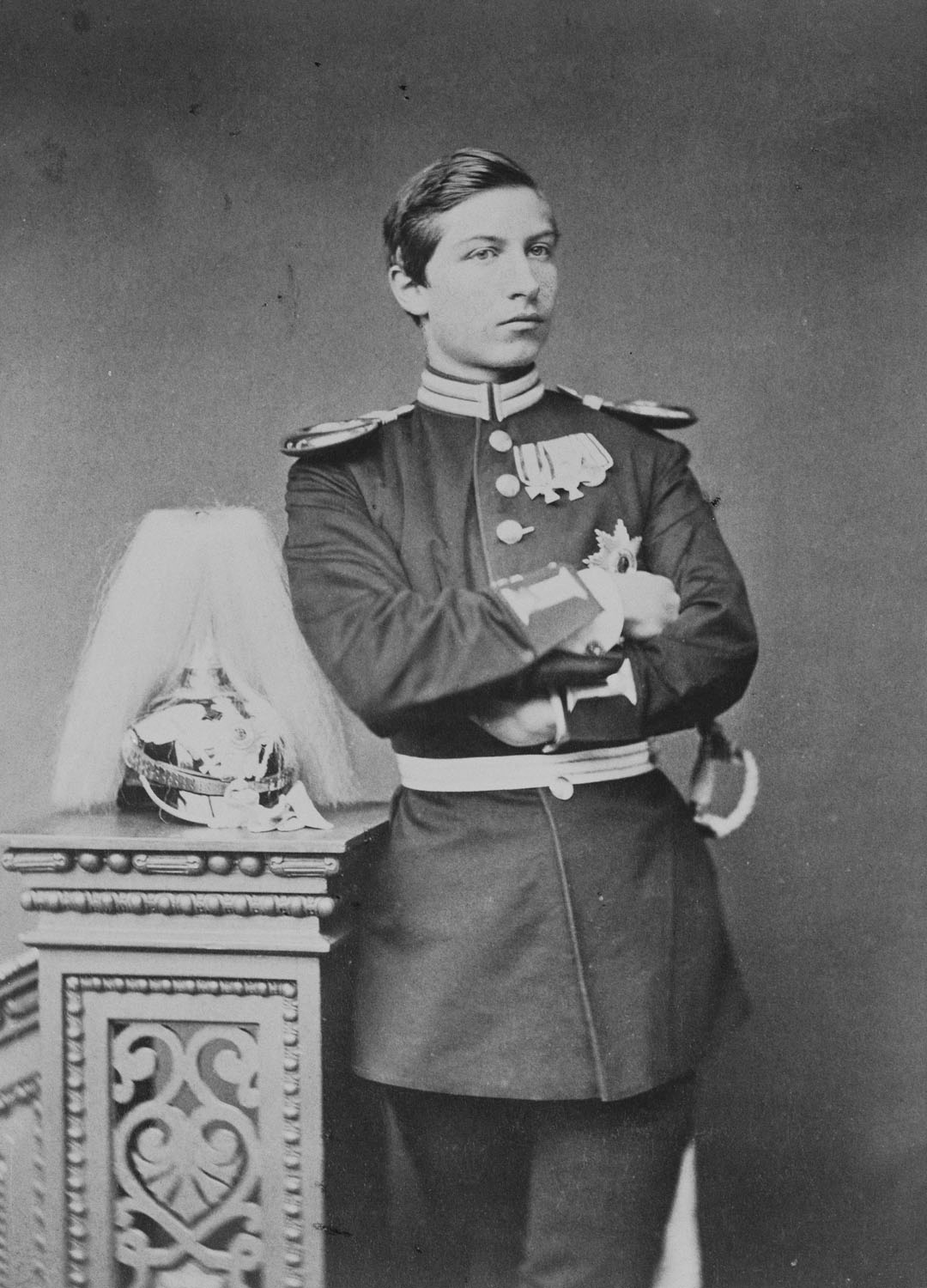
Wilhelm trong bộ quân phục của Phổ, 1877

Wilhelm chống lại những nỗ lực của cha mẹ ông và đặc biệt là mẹ, Công chúa Victoria, để giáo dục ông theo tinh thần chủ nghĩa tự do của Anh. Thay vào đó, ông đồng ý với sự ủng hộ của các gia sư đối với chế độ cai trị chuyên quyền, và dần dần trở nên phổ biến ở Phổ một cách triệt để dưới ảnh hưởng của nó. Do đó, ông trở nên xa lánh với cha mẹ, nghi ngờ họ đặt lợi ích của nước Anh lên hàng đầu hơn là Đức và Phổ. Wilhelm I, xem cháu trai mình, được giáo dục chủ yếu bởi Công chúa Victoria đã trưởng thành. Khi Wilhelm gần 21 tuổi, Hoàng đế quyết định đã đến lúc cháu trai của ông nên bắt đầu giai đoạn quân sự chuẩn bị cho ngai vàng. Ông được bổ nhiệm làm trung úy cho Trung đoàn Cận vệ đầu tiên đóng tại Potsdam. "Trong đội Vệ binh" Wilhelm nói, "Tôi thực sự tìm thấy gia đình, bạn bè, sở thích của mình—mọi thứ mà tôi có cho đến thời điểm đó đều phải làm mà không có." Khi còn là một cậu bé và một sinh viên, cách cư xử của ông rất lịch sự và dễ mến; nhưng với tư cách là một sĩ quan quân đội sau này, ông đã bắt đầu đi đứng nghiêm khắc và nói năng thô lỗ bằng giọng điệu mà ông cho là phù hợp với một sĩ quan Phổ.
Theo nhiều cách, Wilhelm là nạn nhân của vị trí thừa kế và những mưu đồ của thủ tướng đương thời, Otto von Bismarck. Khi Wilhelm ở độ tuổi đôi mươi, Bismarck cố gắng tách ông khỏi cha mẹ (những người phản đối Bismarck và các chính sách của ông) với một số ít thành công. Bismarck đã lên kế hoạch sử dụng hoàng tôn trẻ tuổi như một vũ khí chống lại cha mẹ để duy trì sự thống trị chính trị của riêng mình. Wilhelm do đó đã phát triển một mối quan hệ bất ổn với cha mẹ ông, nhưng đặc biệt là với mẹ ông, một công chúa người Anh. Trong một lần bộc phát vào tháng 4 năm 1889, Wilhelm tức giận ám chỉ rằng "một bác sĩ người Anh đã giết cha tôi, và một bác sĩ người Anh đã làm què cánh tay tôi - đó là lỗi của mẹ tôi, người mà đã không cho phép một bác sĩ người Đức nào tham gia vào sức khỏe hoặc gia đình trực hệ của bà ấy".
Khi còn trẻ, Wilhelm đã yêu một trong những người em họ mình là Elisabeth của Hessen và Rhein. Nhưng đã bị bà từ chối và tiếp đó đã kết hôn với gia đình Hoàng gia Nga (Romanov). Năm 1880, ông đính hôn với Auguste Victoria xứ Schleswig-Holstein (thường được gọi là "Dona"). Hai người họ kết hôn vào ngày 27 tháng 2 năm 1881, và kéo dài trong bốn mươi năm cho đến khi bà qua đời vào năm 1921. Trong khoảng thời gian mười năm, từ năm 1882 đến năm 1892, Augusta Victoria sinh được bảy người con, sáu con trai và một con gái.
Bắt đầu từ năm 1884, Bismarck bắt đầu ủng hộ việc Wilhelm I cử cháu trai của mình đi làm nhiệm vụ ngoại giao, một đặc ân bị từ chối đối với Thái tử Frederick. Năm đó, Wilhelm được cử đến Nga ở St.Petersburg để tham dự lễ mừng tuổi của Tsesarevich Nicholas, mười sáu tuổi (sau này là Nikolai II). Hai năm sau, ông được ông nội, Wilhelm I đưa đến gặp Hoàng đế Franz Joseph I của Áo-Hungary. Năm 1886, cũng nhờ Herbert von Bismarck, con trai của Thủ tướng, Wilhelm bắt đầu được đào tạo hai lần một tuần tại Bộ Ngoại giao. Wilihelm cũng là một trong những thành viên đại diện cho Đức tham dự lễ kỷ niệm - Đại lễ Vàng của Nữ vương Victoria của Liên hiệp Anh tại Luân Đôn.

## Hoàng đế nước Phổ
Ngày 9 tháng 3 năm 1888, ông nội của ông, Wilhelm I qua đời tại Berlin và cha ông lên ngôi với vương hiệu là Frederick III, Hoàng đế Đức. Tuy nhiên, ông đã trải qua một căn bệnh ung thư vòm họng không thể chữa khỏi và đã dành tất cả 99 ngày trong triều đại đầu tiên của mình để chống chọi với căn bệnh này trước khi ông qua đời. Vào ngày 15 tháng 6 cùng năm, Wilhelm với tư cách một Hoàng Thái tử lên kế vị làm Hoàng đế Đức và Vua nước Phổ ở tuổi 29. 

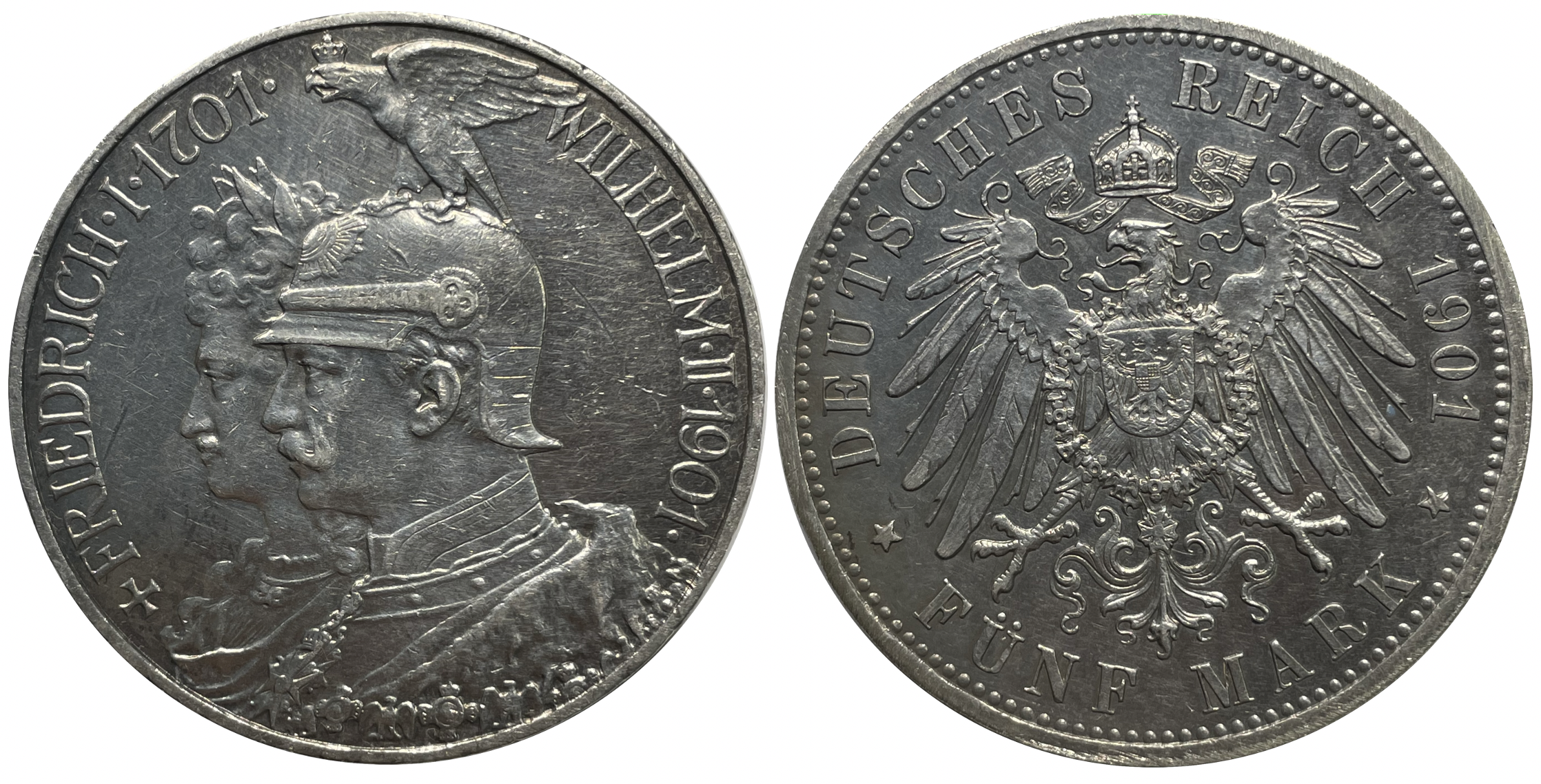
Xu bạc 5 mark kỷ niệm 200 năm Vương quốc Phổ, với mặt trước xu là chân dung nghiên của vua Friedrich I và Wilhelm II

Thời trẻ ông mặc dù là một người rất ngưỡng mộ Otto von Bismarck, nhưng tính thiếu kiên nhẫn đặc trưng của ông đã sớm đưa ông vào cuộc xung đột với Bismarck, nhân vật thống trị khi thành lập đế quốc của ông. Wilhelm phản đối chính sách đối ngoại cẩn trọng của Bismarck, thích sự bành trướng mạnh mẽ và nhanh chóng để bảo vệ "vị trí mặt trời" của nước Đức. Hơn nữa, vì Wilhelm quyết tâm cai trị cũng như trị vì không giống như Wilhelm I. Trong khi lá thư của hiến pháp hoàng gia trao quyền hành pháp cho hoàng đế, trước đó Wilhelm I đã bằng lòng để lại việc quản lý cho Bismarck. Những xung đột ban đầu giữa Wilhelm và tể tướng của ông đã sớm đầu độc mối quan hệ giữa hai người này. Bismarck tin rằng Wilhelm là một người nhẹ nhàng và có thể bị thâu tóm, và ông tỏ ra ít tôn trọng các chính sách của Wilhelm vào cuối những năm 1880. Sự chia rẽ cuối cùng giữa quân chủ và chính khách xảy ra ngay sau nỗ lực của Bismarck nhằm thực hiện một đạo luật chống Chủ nghĩa xã hội sâu rộng vào đầu năm 1890.

## Trị vì

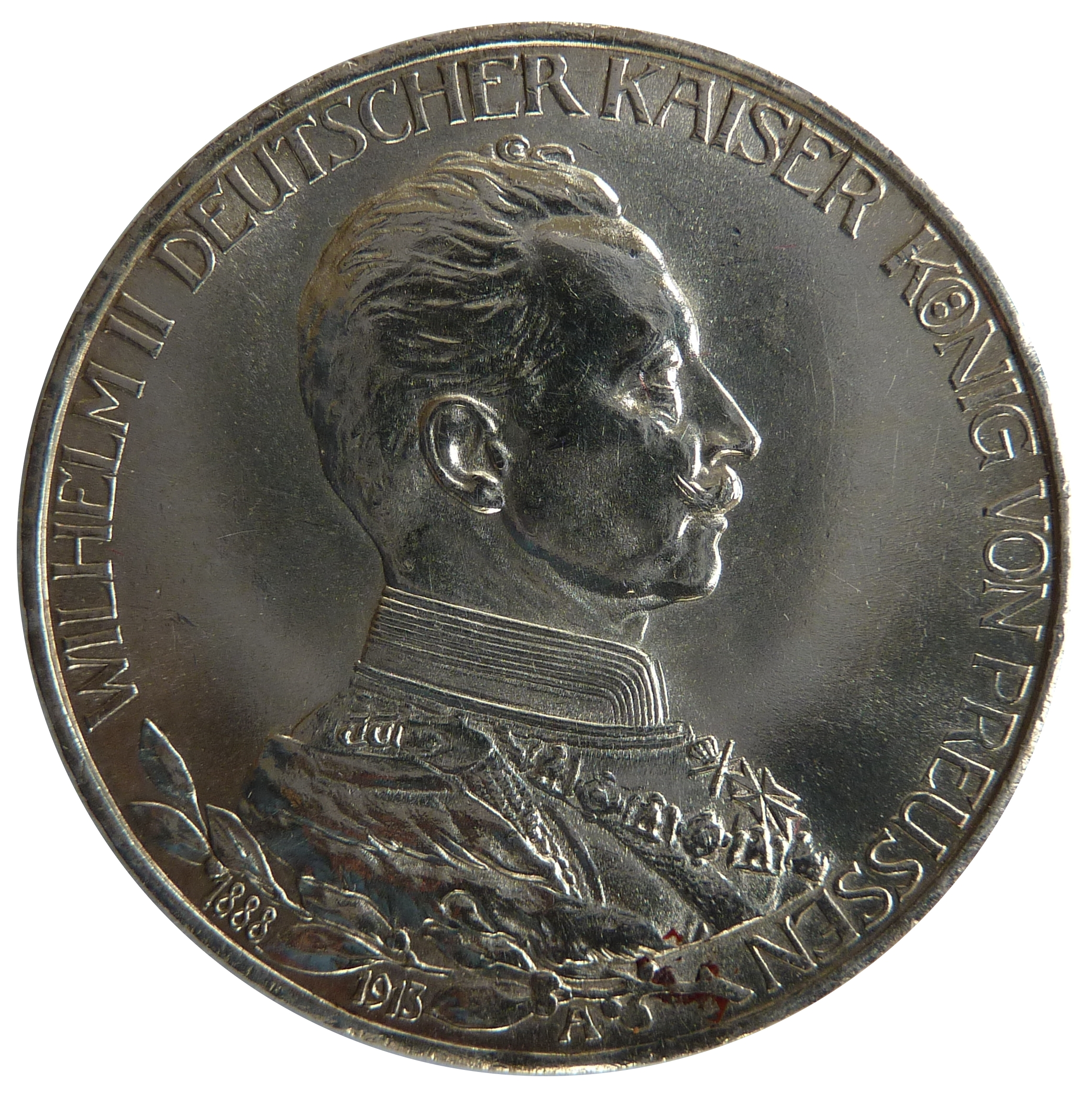
Mặt trái của đồng xu 3 Mark của Phổ cho lễ kỷ niệm trị vì của Wilhelm II.

### Mâu thuẫn với Bismarck

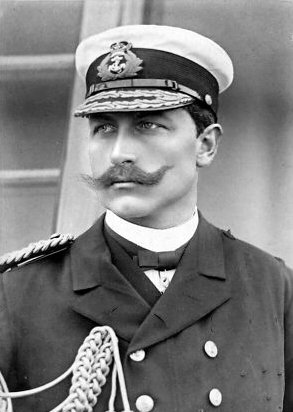
Ảnh chụp Wilhelm II, 1890

Wilhelm bị cáo buộc là bác bỏ "chính sách đối ngoại hòa bình" của Bismarck và thay vào đó âm mưu với các tướng lĩnh cấp cao để làm việc "có lợi cho một cuộc chiến tranh xâm lược". Bismarck nói với một phụ tá, "Người thanh niên đó muốn chiến tranh với Nga, và muốn rút kiếm ngay lập tức nếu anh ta có thể. Tôi sẽ không cần thuộc về phe nào cả." Bismarck, sau khi giành được đa số sự ủng hộ trong Quốc hội vào chính sách của mình đã quyết định thúc đẩy thông qua luật làm cho các Bộ luật Chống Chủ nghĩa Xã hội của ông trở thành vững chắc. Phần lớn Đảng Bảo thủ Đức và Đảng Tự do Quốc gia ủng hộ việc đưa ra các đạo luật có một lợi thế vững vàng, với một ngoại lệ: quân đội có quyền trục xuất những kẻ kích động Xã hội chủ nghĩa.
Khi cuộc tranh luận diễn ra, Wilhelm ngày càng quan tâm nhiều hơn đến các vấn đề xã hội, đặc biệt là việc đối xử với những công nhân mỏ đã đình công năm 1889. Ông thường xuyên tranh luận với Bismarck trong hội đồng để làm rõ vị trí của mình trong chính sách xã hội. Nhưng Bismarck hoàn toàn không đồng ý với các chính sách ủng hộ liên đoàn lao động của ông và tìm cách phá vỡ các chính sách đó. Bismarck, cảm thấy bị áp lực và không được đánh giá cao bởi vị Hoàng đế trẻ tuổi này, Bismarck đã từ chối ký một tuyên bố liên quan đến việc bảo vệ người lao động cùng với Wilhelm như theo yêu cầu của Hiến pháp Đức.
Trong khi Bismarck trước đây đã bảo trợ cho đạo luật an sinh xã hội mang tính bước ngoặt, thì đến năm 1889–90, ông đã phản đối dữ dội sự gia tăng của lao động có tổ chức. Đặc biệt, ông phản đối việc tăng lương, cải thiện điều kiện làm việc và điều chỉnh quan hệ lao động. Hơn nữa, chính phủ liên minh chuyển đổi mà Bismarck đã có thể duy trì từ năm 1867, cuối cùng đã mất đa số ghế trong Reichstag. Sự đổ vỡ quan hệ cuối cùng giữa Bismarck và Chế độ quân chủ chuyên chế xảy ra khi Bismarck tìm kiếm đa số nghị viện mới sau khi Kartell của ông ta bị bỏ phiếu từ quyền do sự thất bại của Luật chống xã hội chủ nghĩa. Các quyền lực còn lại trong Reichstag là Đảng Trung tâm Công giáo và Đảng Bảo thủ.
Trong hầu hết các hệ thống nghị viện, người đứng đầu chính phủ phụ thuộc vào sự tín nhiệm của đa số nghị viện và có quyền thành lập liên minh để duy trì đa số người ủng hộ. Tuy nhiên, trong một nền quân chủ chuyên quyền, thủ tướng cũng không thể đủ khả năng để trở thành kẻ thù của quân vương vì họ có rất nhiều cách theo ý mình để âm thầm ngăn chặn các mục tiêu chính sách của thủ tướng. Vì những lý do này, Wilhelm tin rằng ông có quyền được thông báo trước khi Bismarck bắt đầu các cuộc đàm phán liên minh với phe đối lập.
Sau một cuộc tranh cãi đã xảy ra tại điền trang của Bismarck về việc ông bị cáo buộc là không tôn trọng chế độ quân chủ. Bismarck, lần đầu tiên bị cuốn vào một cuộc khủng hoảng mà ông không thể xoay sở để có lợi cho bản thân và thậm chí ông đã viết một lá thư từ chức để chỉ trích sự tham gia của Wilhelm vào cả chính sách đối ngoại và đối nội, nhưng lá thư này chỉ được công bố sau khi Bismarck qua đời.
Lễ khai mạc Reichstag vào ngày 6 tháng 5 năm 1890, Wilhelm tuyên bố rằng vấn đề cấp bách nhất là ''việc mở rộng hơn nữa dự luật liên quan đến việc bảo vệ người lao động''. Vì vậy, vào năm 1891, Reichstag đã thông qua Đạo luật Bảo vệ Người lao động, trong đó cải thiện điều kiện làm việc, bảo vệ phụ nữ và trẻ em và điều chỉnh quan hệ lao động.

### Cách chức Bismarck
Trước những lời yêu cầu của Wilhelm, Thủ tướng Otto von Bismarck quyết định từ chức vào năm 1890, ở tuổi 75. Bismarck được thay thế bởi Leo von Caprivi làm Thủ tướng Đức và Bộ trưởng kiêm Tổng thống Phổ. Trong chính sách đối ngoại, Bismarck đã đạt được sự cân bằng lợi ích mong manh giữa Đức, Pháp và Nga - hòa bình đã ở trong tầm tay và Bismarck đã cố gắng giữ nó theo cách đó bất chấp tình cảm ngày càng tăng của người dân đối với Anh (liên quan đến các thuộc địa) và đặc biệt là chống lại Nga. Với việc Bismarck bị cách chức, người Nga mong đợi một sự đảo ngược chính sách ở Berlin, vì vậy họ nhanh chóng đạt được thỏa thuận với Pháp, bắt đầu một quá trình mà đến năm 1914, phần lớn là cô lập Đức.

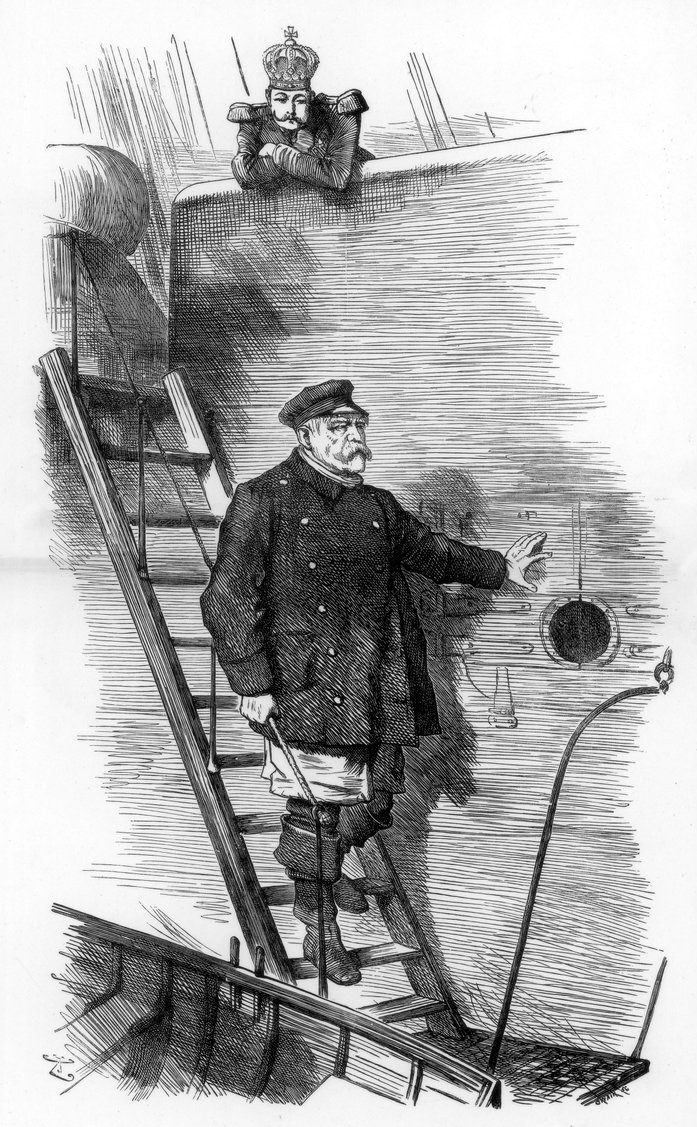
" Dropping the Pilot " của John Tenniel, được xuất bản trên tạp chí Punch ngày 29 tháng 3 năm 1890, hai tuần sau khi Bismarck bị cách chức

Trong những năm sau đó, Bismarck đã tạo ra "Bismarck myth"; quan điểm (mà một số nhà sử học lập luận đã được xác nhận bởi các sự kiện sau đó) rằng yêu cầu của Wilhelm đối với việc từ chức của Bismarck đã phá hủy bất kỳ cơ hội nào mà Đế quốc Đức từng có về một chính phủ ổn định và hòa bình quốc tế. Theo quan điểm này, Wilhelm gọi đó là "The New Course" tức khi con tàu của nhà nước Đức đi chệch hướng một cách nguy hiểm, nó đã trực tiếp dẫn đến sự tàn sát của Thế chiến thứ nhất và thứ hai.

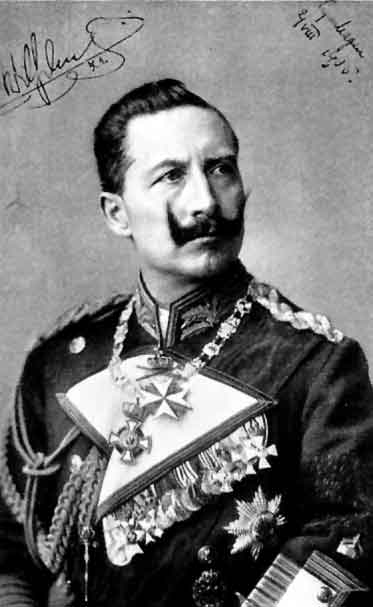
Wilhelm II, 1905. Từ một bức ảnh có chữ ký tặng cho Madame de Hegermann-Lindencrone.

Khi bổ nhiệm Caprivi và sau đó là Hohenlohe, Wilhelm đã bắt tay vào "Lộ trình mới" trong lịch sử, trong đó ông hy vọng sẽ gây ảnh hưởng trực tiếp đến quyết định của chính phủ. Nước Đức trong thời đại này, có một điều rõ ràng giữa sự khác biệt tồn tại giữa Hoàng đế và người hầu chính trị (ám chỉ Thủ tướng Đức) trong "Kỷ nguyên Wilhelmine". Các thủ tướng này là công chức cấp cao chứ không phải là chính khách dày dạn kinh nghiệm như Bismarck trước đây. Wilhelm muốn loại trừ sự xuất hiện của một khác như Bismarck, người mà ông thường căm ghét và gọi là "một kẻ giết người già hư hỏng".
Về sau, khi nghỉ hưu và cho đến cuối đời, Bismarck đã trở thành người chỉ trích gay gắt các chính sách của Wilhelm, nhưng trên thực tế nếu không có sự hỗ trợ của Wilhelm, rất ít cơ hội để Bismarck có ảnh hưởng quyết định đến chính sách.
Vào đầu thế kỷ 20, Wilhelm bắt đầu tập trung vào chương trình nghị sự thực sự của mình: thành lập Hải quân Đức có thể sánh ngang với Anh và cho phép Đức tuyên bố mình là một cường quốc thế giới. Ông ra lệnh cho các nhà lãnh đạo quân đội của mình đọc cuốn sách của Đô đốc Alfred Thayer Mahan ''Ảnh hưởng của sức mạnh biển đối với lịch sử'', và dành hàng giờ để vẽ phác thảo những con tàu mà ông muốn đóng. Bülow và Bethmann Hollweg - những thủ tướng trung thành của ông, chăm sóc các vấn đề đối nội và các quyết định được cho là ''lập dị'' của Wilhelm tại thời điểm này đã bắt đầu lan truyền như một sự báo động cho các thủ tướng châu Âu.

## Tính cách
Các nhà sử học đã thường xuyên nhấn mạnh vai trò của tính cách Wilhelm II trong việc định hình triều đại của ông. Theo, Thomas Nipperdey kết luận rằng:
...ông ấy có năng khiếu, với sự hiểu biết nhanh chóng, đôi khi xuất chúng và cũng có sở thích về công nghệ, kỹ thuật, công nghiệp, khoa học hiện đại nhưng đồng thời cũng hời hợt, vội vàng, bồn chồn, không thể thư giãn, không có bất kỳ mức độ nghiêm túc nào sâu sắc hơn, không có bất kỳ mong muốn làm việc chăm chỉ hoặc nỗ lực để nhìn thấy mọi thứ đến cùng, không có bất kỳ cảm giác tỉnh táo nào về sự cân bằng và ranh giới, hoặc thậm chí đối với thực tế và các vấn đề thực tế không thể kiểm soát và hiếm có khả năng học hỏi từ kinh nghiệm hay tuyệt vọng để được vỗ tay và thành công - như Bismarck đã nói từ rất sớm trong cuộc đời mình, ông ấy muốn mỗi ngày đều là sinh nhật của mình—lãng mạn, đa cảm, không chắc chắn và kiêu ngạo, với sự tự tin và ham muốn thể hiện vô cùng. Khi còn là một học viên thiếu niên - người không bao giờ có giọng điệu của các sĩ quan và dũng cảm muốn đóng vai lãnh chúa tối cao, đầy sợ hãi hoang mang về một cuộc sống đơn điệu không có bất kỳ sự đa dạng nào, và không mục đích, bệnh hoạn trong lòng căm thù của ông ấy đối với người mẹ người Anh của mình.

Nhà sử học David Fromkin nói rằng Wilhelm có mối quan hệ yêu ghét với nước Anh. Theo Fromkin "ngay từ đầu, phe nửa Đức của Wihelm đã có chiến tranh với phe nửa Anh. Ông ấy cực kỳ ghen tị với người Anh, muốn trở thành người Anh, muốn trở thành người Anh giỏi hơn người Anh, đồng thời ghét họ và bực bội vì ông không bao giờ có thể được họ chấp nhận hoàn toàn".
Langer và các cộng sự đã từng nhấn mạnh những hậu quả quốc tế tiêu cực về tính cách thất thường của Wilhelm: "Ông ta tin vào vũ lực, và sự sống sót của những người khỏe nhất'' trong chính trị trong nước cũng như đối ngoại... William không thiếu thông minh, nhưng thiếu ổn định, ngụy trang cho sự bất an sâu sắc của mình bằng cách nói chuyện vênh váo và cứng rắn. Wilhelm thường xuyên rơi vào trầm cảm và cuồng loạn. Sự bất ổn cá nhân của ông được thể hiện qua những sai sót trong chính sách. Ông không quan tâm nhiều đến việc đạt được các mục tiêu cụ thể, như trường hợp của Bismarck và cũng như việc khẳng định ý chí của mình.

### Thái độ đối với đạo Hồi
Wilhelm II có quan hệ thân thiện với Hồi giáo. Ông tự mô tả mình là "bạn" với "300 triệu người Mô ha mét giáo". Sau chuyến đi đến kinh đô Constantinople (mà ông đã đến thăm ba lần - một kỷ lục bất bại đối với bất kỳ quân vương châu Âu nào) vào năm 1898, Wilhelm đã viết cho Nicholas II rằng,
Nếu tôi đến đó mà bản thân không thuộc về bất kỳ tôn giáo nào cả, chắc chắn tôi đã trở thành người Mô ha mét giáo!— Wilhelm II

để đối phó với sự cạnh tranh chính trị giữa các giáo phái Cơ đốc để xây dựng các nhà thờ và tượng đài lớn hơn và hoành tráng hơn, điều này đã khiến các giáo phái này tỏ ra sùng bái thần tượng và khiến người Hồi giáo rời bỏ sứ điệp Cơ đốc.

### Chủ nghĩa bài Do Thái
Theo Lamar Cecil kết luận:
Wilhelm không bao giờ thay đổi, và trong suốt cuộc đời mình, ông tin rằng người Do Thái phải chịu trách nhiệm nghiêm trọng, phần lớn thông qua sự nổi bật của họ trên báo chí Berlin và trong các phong trào chính trị cánh tả, vì đã khuyến khích phản đối sự cai trị của ông. Đối với cá nhân người Do Thái, từ các doanh nhân giàu có và các nhà sưu tập nghệ thuật lớn đến những người cung cấp hàng hóa trang nhã trong các cửa hàng ở Berlin, ông rất quý trọng, nhưng ông đã ngăn cản các công dân Do Thái có sự nghiệp trong quân đội và đoàn ngoại giao và thường xuyên sử dụng ngôn từ lăng mạ chống lại họ.

Năm 1918, Wilhelm đề xuất một chiến dịch chống lại "Người Do Thái-Bolshevik" ở các nước Baltic, trích dẫn ví dụ về những gì người Thổ Nhĩ Kỳ đã làm với người Armenia vài năm trước đó.
Vào ngày 2 tháng 12 năm 1919, Wilhelm viết thư cho Thống chế August von Mackensen, tố cáo việc thoái vị của chính mình là "sự xấu hổ sâu sắc nhất, ghê tởm nhất từng gây ra cho một người trong lịch sử, người Đức đã tự làm cho chính họ... bị bộ lạc nuôi dưỡng và lừa dối của Judah... Đừng bao giờ người Đức quên điều này, cũng như không được nghỉ ngơi cho đến khi những ký sinh trùng này bị tiêu diệt và bị tiêu diệt khỏi đất Đức!". Wilhelm tin rằng người Do Thái là một "mối phiền toái mà nhân loại phải thoát khỏi bằng cách này hay cách khác." Ông nói "Tôi tin rằng điều tốt nhất sẽ bằng khí ga!".

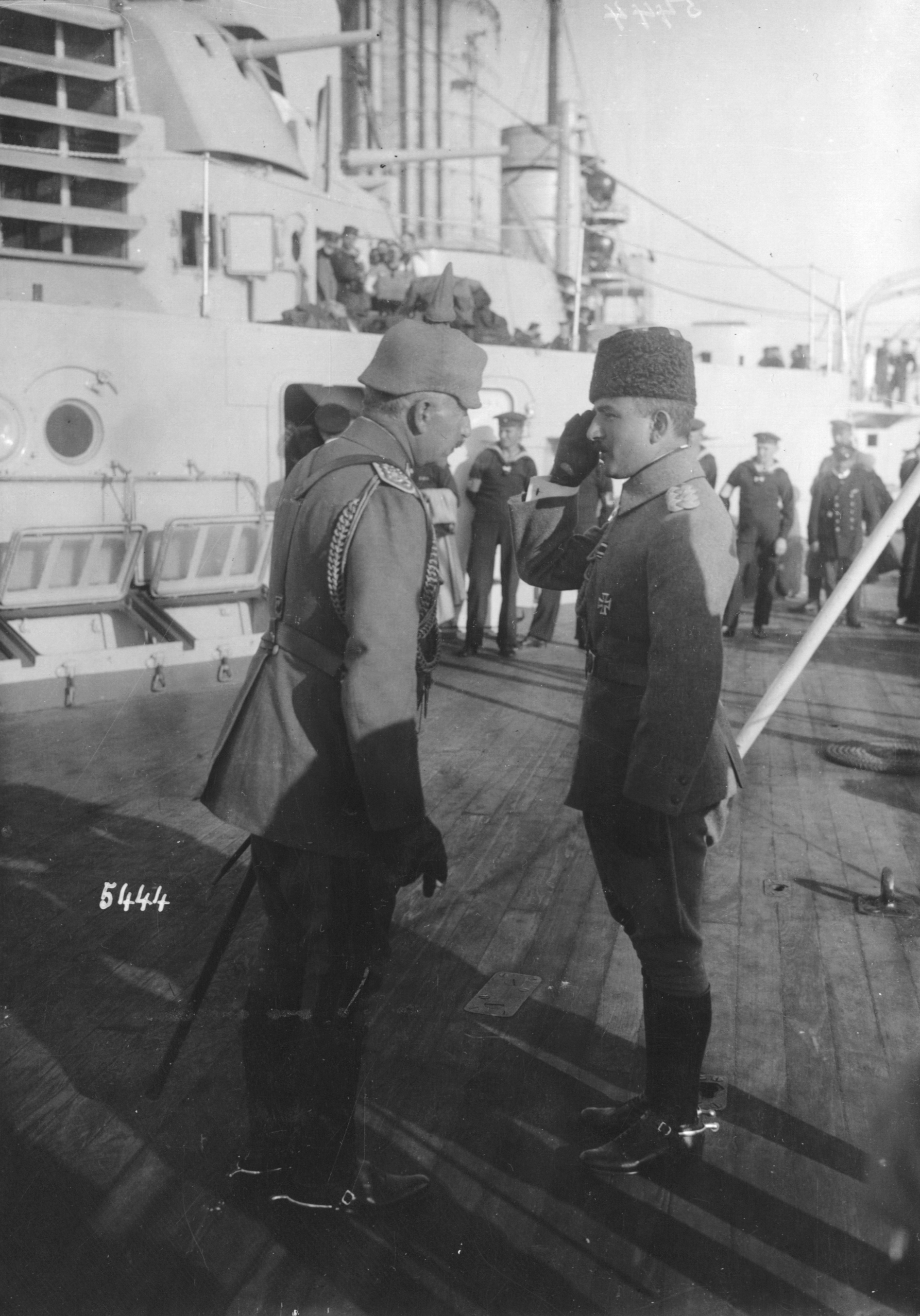
Wilhelm II với Enver Pasha, tháng 10 năm 1917. Enver là một trong những thủ phạm chính của cuộc diệt chủng Armenia.

## Những mối quan hệ
Là cháu của Nữ vương Victoria, Wilhelm là anh họ đời một của vị vua tương lai George V của Vương quốc Anh, cũng như Vương hậu Marie của Romania, Maud của Na Uy, Victoria Eugenie của Tây Ban Nha và Hoàng hậu Alexandra của Nga. Năm 1889, em gái của ông, Sophie, kết hôn với Constantine I của Hy Lạp trong tương lai. Wilhelm tức giận khi em gái mình đã cải đạo Luther sang Chính thống giáo Hy Lạp; về sau do quan hệ bất ổn giữa em gái, ông đã cấm Sophia nhập cảnh vào Đức trong vài năm sau đó.

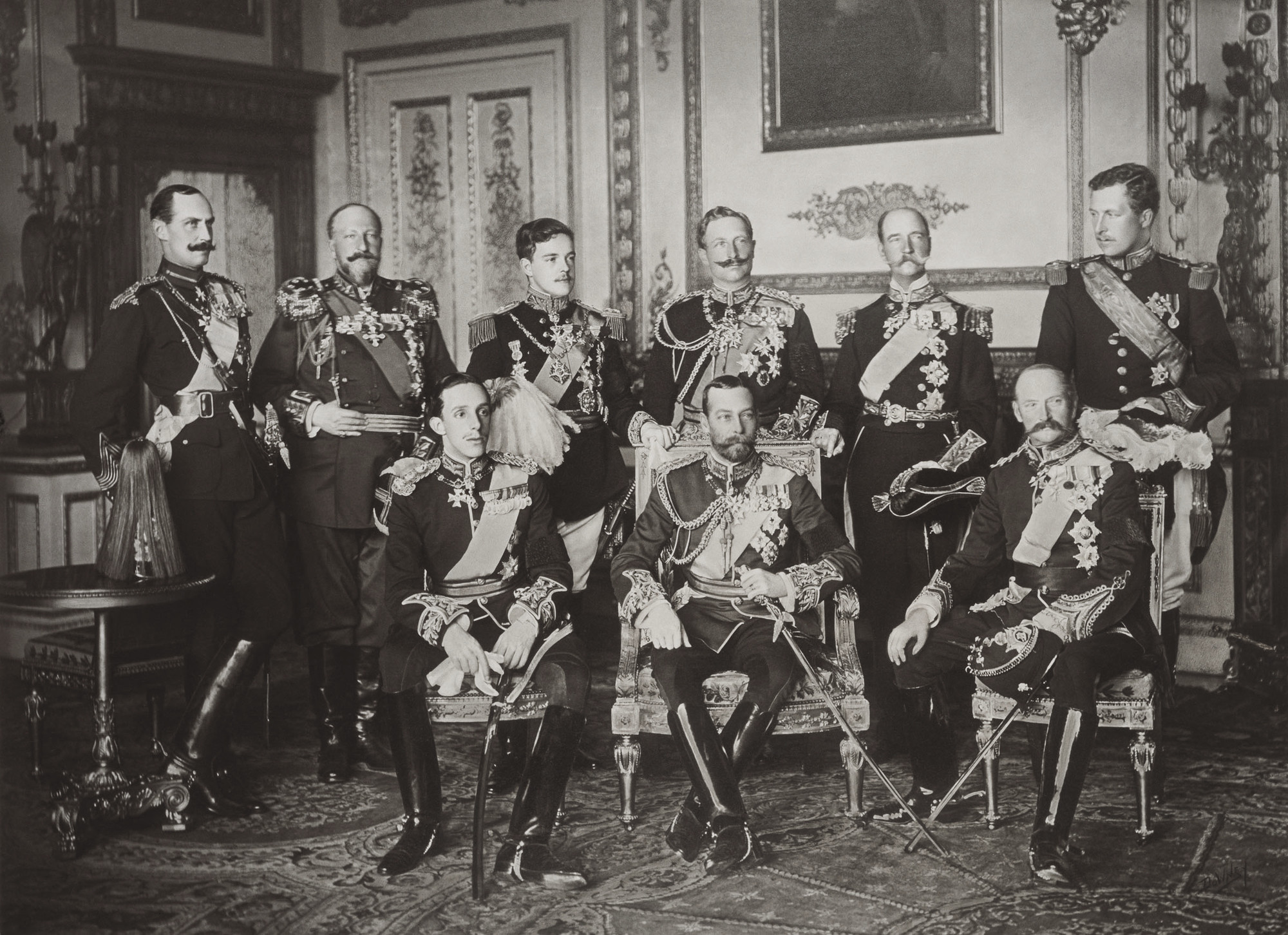
Chín vị quân chủ châu Âu tại Lâu đài Windsor cho tang lễ của Edward VII, được chụp vào ngày 20 tháng 5 năm 1910. Đứng, từ trái sang phải: Haakon VII của Na Uy, Ferdinand của Bulgaria, Manuel II của Bồ Đào Nha, Wilhelm II của Đức và Phổ, Georgios I của Hy Lạp và Albert I của Bỉ. Ngồi từ trái sang phải: Alfonso XIII của Tây Ban Nha, George V của Anh và Ireland và Frederik VIII của Đan Mạch.

Các mối quan hệ gây tranh cãi nhất của Wilhelm là với các mối quan hệ của ông với người Anh. Wilhelm từng khao khát sự chấp nhận của bà mình, Nữ vương Victoria, và những người còn lại trong gia đình bà. Mặc dù thực tế là Victoria của Anh luôn ấy đối xử với ông một cách lịch sự và tế nhị, nhưng những người thân khác của ông phần lớn lại từ chối chấp nhận ông ấy.
Ông có một mối quan hệ đặc biệt tồi tệ với chú Bertie của mình, Thân vương xứ Wales (về sau là Vua Edward VII). Về bản thân Wilhelm, ông luôn muốn mọi người xem và cũng như đối xử với mình như một vị vua. Giữa năm 1888 và 1901, Wilhelm từng phẫn nộ với chú của mình, Thân vương xứ Wales vì lý do mặc dù là người thừa kế ngai vàng của Anh, nhưng lại đối xử với Wilhelm không phải như một vị vua trị vì, mà chỉ đơn thuần là một người cháu khác. Edward, Thân vương xứ Wales không được lòng người cháu Wilhelm, ông từng được Wilhelm gọi một cách châm biếm là "con công già" đi cùng với tước vị của ông. Bắt đầu từ những năm 1890, Wilhelm đã đến Anh tham dự Tuần lễ Cowes trên Đảo Wight và thường thi đấu với chú của mình trong các cuộc đua du thuyền. Vợ của Edward, Alexandra - công chúa của Đan Mạch, cũng không ưa Wilhelm. Ngay cả khi ông chưa lên ngôi vào thời điểm đó, Alexandra cảm thấy tức giận về việc quân Phổ chiếm giữ Schleswig-Holstein từ quê hương của bà vào những năm 1860, và cũng khó chịu vì cách đối xử của Wilhelm với mẹ mình. Mặc dù có quan hệ không tốt với những người thân ở Anh, khi nhận được tin Nữ vương Victoria qua đời tại Nhà Osborne vào tháng 1 năm 1901, Wilhelm lập tức đến Anh và ở bên giường bà khi bà qua đời, và ông vẫn dự tang lễ. Sau này, ông cũng có mặt trong đám tang của Vua Edward VII vào năm 1910.
Năm 1913, Wilhelm tổ chức một đám cưới xa hoa ở Berlin cho cô con gái duy nhất của mình, Viktoria Loise. Trong số các khách mời trong đám cưới có anh em họ của ông là Sa hoàng Nicholas II của Nga và Vua George V, và vợ của George, Vương hậu Mary.

## Đối ngoại
Chính sách đối ngoại của Đức dưới thời Wilhelm II đã phải đối mặt với một số vấn đề đáng kể. Có lẽ vấn đề rõ ràng nhất là ông là một người thiếu kiên nhẫn và chủ quan trong các phản ứng của mình thường bị ảnh hưởng mạnh bởi tình cảm và sự bốc đồng. Cá nhân ông không đủ trang bị để điều hành chính sách đối ngoại của Đức theo một lộ trình hợp lý. Ngày nay người ta đã công nhận rộng rãi rằng những hành động ngoạn mục khác nhau mà ông thực hiện trên phạm vi quốc tế thường được giới tinh hoa chính sách đối ngoại của Đức khuyến khích một phần, chẳng hạn như bức điện Kruger năm 1896, trong đó Wilhelm chúc mừng Tổng thống Paul Kruger vì đã ngăn cản Cộng hòa Transvaal trước khi bị thôn tính bởi Đế chế Anh trong Cuộc đột kích Jameson. Dư luận Anh đã khá ủng hộ Wilhelm trong 12 năm đầu tiên ông lên ngôi, nhưng nó đã trở nên tồi tệ vào cuối những năm 1890. Trong Chiến tranh thế giới thứ nhất, ông trở thành mục tiêu trung tâm của tuyên truyền chống Đức của người Anh và hiện thân của một kẻ thù đáng ghét.

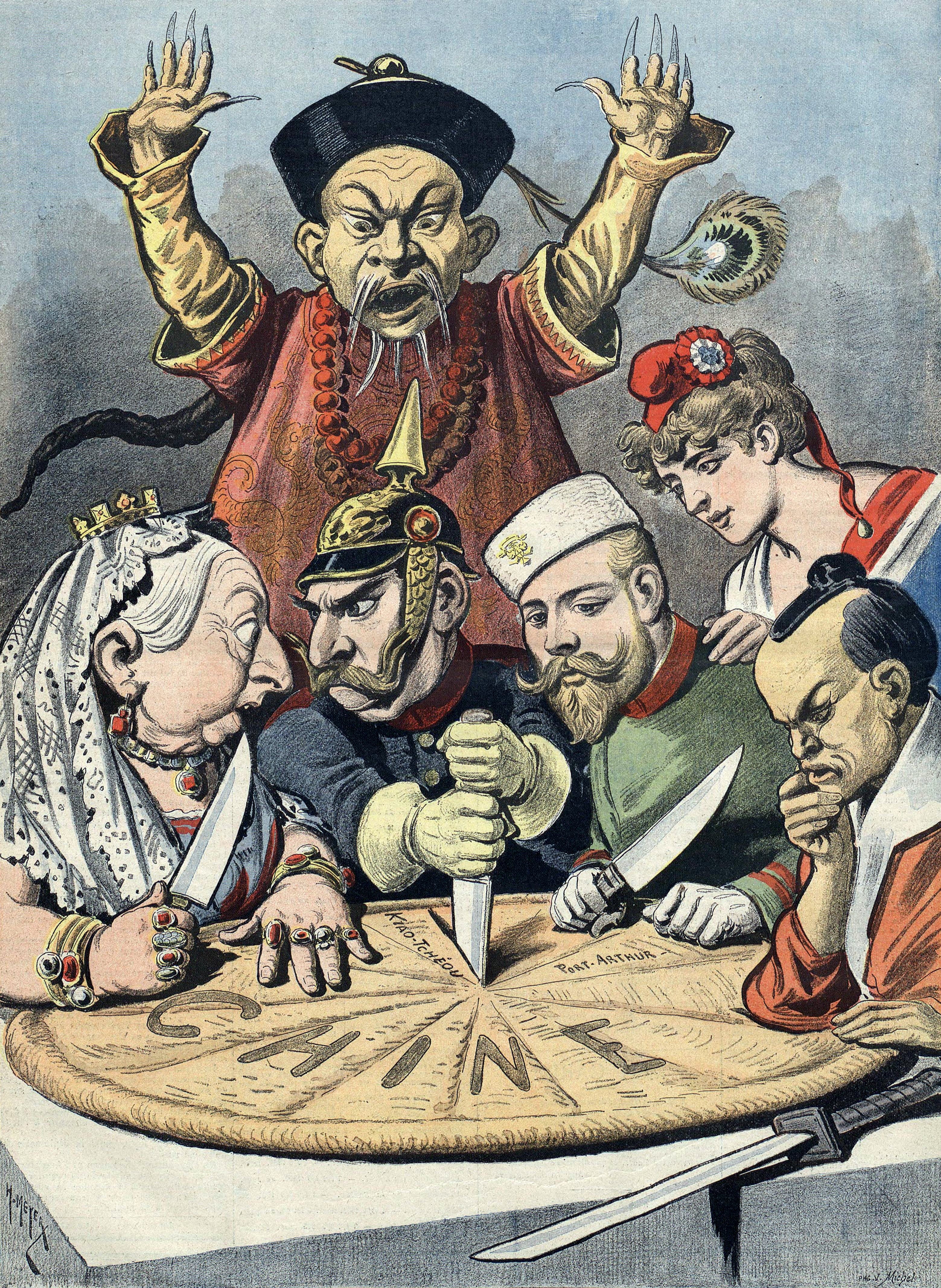
Một bức tranh hoạt hình, 1898. Trung Quốc được mô tả như một chiếc bánh, được xâu xé bởi Nữ vương Victoria (Anh), Wilhelm II (Đức), Nicholas II (Nga), Marianne (Pháp) và một samurai (Nhật Bản)

Wilhelm đã gieo rắc nỗi lo sợ về một nguy cơ mà ông đang cố gắng thu hút các nhà cầm quyền châu Âu khác mà họ phải đối mặt khi xâm lược Trung Quốc được ít các nhà lãnh đạo khác chú ý đến. Wilhelm đã sử dụng chiến thắng của Nhật Bản trong Chiến tranh Nga-Nhật để cố gắng kích động nỗi sợ hãi ở phía tây về nguy cơ mà họ phải đối mặt trước nếu Nhật Bản hồi sinh. Ông tuyên bố sẽ liên minh với Trung Quốc để đánh chiếm phía tây. Dưới thời ông, nước Đức đã đầu tư vào việc củng cố các thuộc địa của mình ở Châu Phi và Thái Bình Dương, nhưng rất ít thu được lợi nhuận và tất cả đều bị mất trong Chiến tranh thế giới thứ nhất. Ở Tây Nam Phi (nay là Namibia), một cuộc nổi dậy của người bản xứ chống lại sự cai trị của Đế quốc Đức đã dẫn đến Cuộc diệt chủng Herero và Namaqua, mặc dù cuối cùng Wilhelm đã ra lệnh dừng lại.
Một trong số ít lần Wilhelm thành công trong lĩnh vực ngoại giao cá nhân là vào năm 1900, ông ủng hộ cuộc hôn nhân của Tổng công tước Franz Ferdinand của Áo với Nữ bá tước Sophie Chotek, trái với mong muốn của Hoàng đế Franz Joseph I của Áo. Vào năm 1913, khi con gái ông là Viktoria Luise kết hôn với Công tước xứ Braunschweig đã giúp hàn gắn rạn nứt giữa Vương tộc Hanover và Vương tộc Hohenzollern sau khi Phổ sáp nhập Hanover vào năm 1866.

### Bài phát biểu Hun năm 1900
Phong trào Nghĩa Hòa Đoàn - một cuộc nổi dậy chống ngoại bang ở Trung Quốc, đã bị một lực lượng quốc tế gồm quân Anh, Pháp, Nga, Áo, Ý, Mỹ, Nhật và Đức dập tắt vào năm 1900. Bài diễn văn từ biệt của Wilhelm với những người lính theo tinh thần của người Huns đã trở thành một bài hùng biện rực lửa của ông thể hiện rõ về tầm nhìn đối với Đức như một trong những cường quốc. Có hai phiên bản của bài phát biểu. Bộ Ngoại giao Đức đã ban hành một phiên bản đã được chỉnh sửa, đảm bảo bỏ qua một đoạn đặc biệt gây bức xúc. Phiên bản đã chỉnh sửa là:
Những nhiệm vụ tuyệt vời ở nước ngoài đã rơi vào tay Đế quốc Đức mới, những nhiệm vụ lớn hơn nhiều người đồng hương của tôi mong đợi. Đế quốc Đức, về bản chất của nó, có nghĩa vụ hỗ trợ công dân của mình nếu họ đặt chân đến vùng đất nước ngoài... Một nhiệm vụ lớn lao đang chờ chúng ta [ở Trung Quốc]: chúng ta phải trả thù những bất công oan nghiệt đã gây ra. Người Trung Quốc đã đảo lộn luật pháp của các quốc gia; họ đã chế nhạo sự thiêng liêng của sứ thần, nghĩa vụ của lòng hiếu khách theo cách chưa từng có trong lịch sử thế giới. Điều đáng phẫn nộ hơn là tội ác này đã được thực hiện bởi một quốc gia tự hào về nền văn hóa lâu đời của mình. Thể hiện đức hạnh của Phổ xưa. Hãy thể hiện mình là Cơ đốc nhân trong niềm vui chịu đựng đau khổ. Có thể danh dự và vinh quang theo các biểu ngữ và cánh tay của chúng ta. Hãy cho cả thế giới một tấm gương về sự dũng cảm và kỷ luật. Chúng ta biết rõ rằng chúng ta phải chiến đấu chống lại một kẻ thù xảo quyệt, dũng cảm, vũ trang tốt và tàn ác. Khi ai trong các đồng chí gặp họ, hãy biết điều này: không có tù binh nào sẽ được đưa ra. Tù nhân sẽ không bị bắt. Hãy vận động vũ khí của đồng chí để trong một ngàn năm không có người Trung Quốc nào dám nhìn người Đức bằng mắt thường. Duy trì kỷ luật. Cầu mong phước lành của Chúa ở với chúng ta, những lời cầu nguyện của cả một quốc gia và những lời chúc tốt đẹp của tôi sẽ đi cùng các đồng chí, mỗi người và mỗi người. Mở đường đến nền văn minh một lần và mãi mãi! Bây giờ các đồng chí có thể khởi hành! Xin vĩnh biệt các đồng chí!

Phiên bản chính thức đã bỏ qua đoạn văn sau đây trong bài phát biểu của nó:
Nếu các đồng chí gặp phải kẻ thù, kẻ thù sẽ bị đánh bại! Không có tù binh nào sẽ được đưa ra! Tù nhân sẽ không bị bắt! Ai rơi vào tay các đồng chí là bị giết. Cũng giống như một nghìn năm trước, người Huns dưới thời Vua Attila của họ đã tạo nên tên tuổi cho chính họ, một điều mà thậm chí ngày nay khiến họ dường như hùng mạnh trong lịch sử và truyền thuyết, có thể tên tuổi của người Đức được các đồng chí khẳng định theo cách đó ở Trung Quốc mà không người Trung Quốc nào có thể lại dám trố mắt nhìn một người Đức.— Kaiser Wilhelm II

Thuật ngữ "Hun" sau đó đã trở thành điển hình được ưa chuộng trong tuyên truyền chiến tranh chống Đức của phe Đồng minh trong Chiến tranh thế giới thứ nhất.

### Khủng hoảng Maroc và Vụ bê bối Eulenberg
Một trong những sai lầm ngoại giao của dưới thời của ông là đã châm ngòi cho Cuộc khủng hoảng Maroc năm 1905. Wilhelm đã có một chuyến thăm ngoạn mục tới Tangier, ở Maroc vào ngày 31 tháng 3 năm 1905. Ông đã hội đàm với đại diện của Maroc, Quốc vương Abdelaziz của Maroc và tuyên bố ủng hộ chủ quyền của Sultan—một tuyên bố có thể coi là một lời thách thức khiêu khích đối với ảnh hưởng của Pháp ở Maroc. Sau đó, Wilhelm đã từ chối một loạt các cải cách chính phủ do Pháp đề xuất và mời các cường quốc lớn trên thế giới đến một hội nghị để tư vấn cho ông về những cải cách cần thiết.
Sự hiện diện của Wilhem được coi là sự khẳng định lợi ích của Đức ở Maroc, đối lập với lợi ích của Pháp. Trong bài phát biểu của mình, ông thậm chí còn đưa ra những nhận xét ủng hộ nền độc lập của Maroc, và điều này dẫn đến mâu thuẫn với Pháp vốn đang mở rộng lợi ích thuộc địa của mình ở Maroc, và tới Hội nghị Algeciras, phần lớn nhằm cô lập Đức ở châu Âu.

Trong những năm 1906–1909, nhà báo Maximilian Harden của đảng Xã hội đã công bố những cáo buộc về hoạt động đồng tính luyến ái liên quan đến các bộ trưởng, cận thần, sĩ quan quân đội, bạn bè và cố vấn thân cận nhất của Wilhelm, Hoàng tử Philipp zu Eulenberg. Theo Robert K. Massie:
Đồng tính luyến ái chính thức bị đàn áp ở Đức.... Đây là một tội hình sự, có thể bị phạt tù, mặc dù luật pháp hiếm khi được viện dẫn hoặc thực thi. Tuy nhiên, chính lời buộc tội có thể khuấy động sự phẫn nộ về đạo đức và mang lại sự hủy hoại xã hội. Điều này đặc biệt đúng ở các cấp cao nhất của Xã hội. 
Kết quả là nhiều năm xảy ra nhiều vụ bê bối, xét xử, từ chức và tự tử được công bố rộng rãi. Harden, giống như một số cấp trên của Bộ quân sự và Ngoại giao, đã phẫn nộ với việc Eulenberg chấp thuận đối tượng Anh-Pháp, và cũng khuyến khích Wilhelm tự mình cai trị. Vụ bê bối dẫn đến việc Wilhelm bị suy nhược thần kinh, và cách chức Eulenberg và những người khác trong nhóm của ông khỏi tòa án. Quan điểm cho rằng Wilhelm là một người đồng tính bị kìm nén sâu sắc đã ngày càng được các học giả ủng hộ và mặc dù ông chưa bao giờ xác nhận bất kỳ tình cảm nào với Eulenberg. Các nhà sử học đã liên kết vụ bê bối Eulenberg với một sự thay đổi cơ bản trong chính sách của Đức nhằm nâng cao tính hiếu chiến quân sự của nước này và cuối cùng đã góp phần vào Chiến tranh Thế giới thứ nhất.

## Chạy đua vũ trang hải quân với Anh
Quyết định theo đuổi chính sách xây dựng hải quân theo quy mô lớn của Wilhelm trong thời kỳ này đã có ảnh hưởng rất nhiều đến các trường quốc tế. Và một lực lượng hải quân hùng mạnh được xem là dự án trọng tâm nhất của ông. Wilhelm có một sự ngưỡng mộ lớn lao với Hải quân Hoàng gia Anh - được xem là lực lượng lớn nhất thế giới lúc bấy giờ. Ông từng tâm sự với chú của mình, Edward, Thân vương xứ Wales, rằng ước mơ của ông là một ngày nào đó sẽ có một "hạm đội của riêng mình". Sự thất vọng của ông trước sự thể hiện kém cỏi của hạm đội Đức trong buổi duyệt binh tại lễ kỷ niệm Kim cương của Nữ vương Victoria, kết hợp với việc ông không có khả năng gây ảnh hưởng của Đức ở Nam Phi sau khi gửi điện tín Kruger, dẫn đến việc Wilhelm thực hiện những bước dứt khoát trong việc xây dựng một hạm đội để sánh ngang với những người anh em họ người Anh của ông. Ông kêu gọi sự phục vụ của sĩ quan hải quân năng động, Ngài Alfred von Tirpitz, người được ông bổ nhiệm làm người đứng đầu của Văn phòng Hải quân Hoàng gia Đức vào năm 1897.

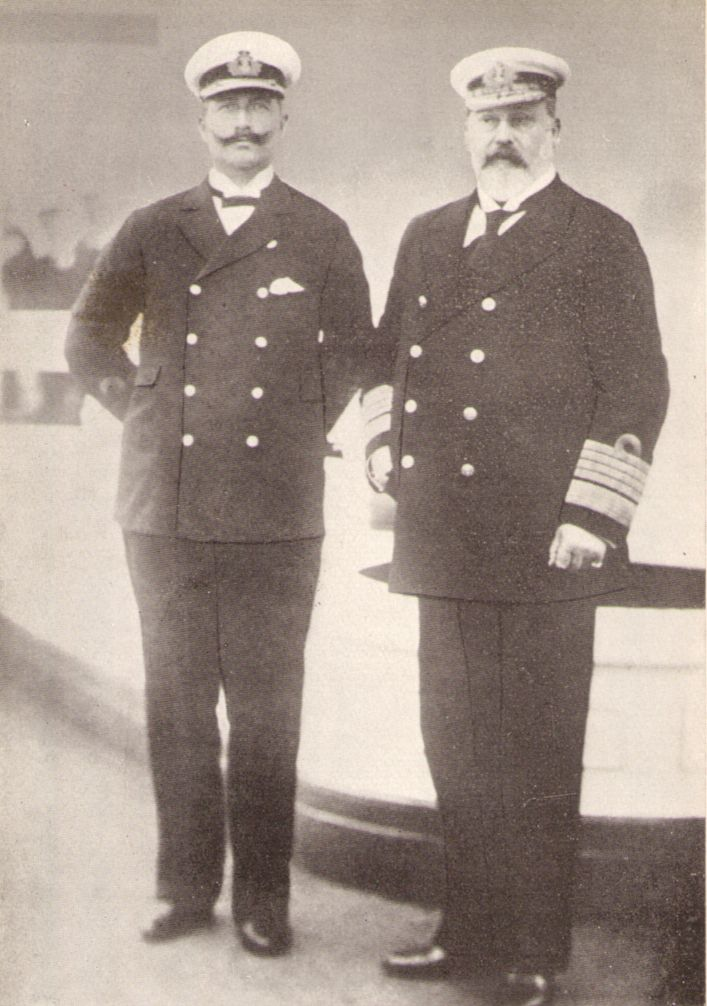
Kaiser Wilhelm II và Quốc vương Edward VII của Anh ở Kiel, 1904.

Tirpitz đã cho ra đời thứ được gọi là "Lý thuyết rủi ro" hay Kế hoạch Tirpitz, theo đó Đức có thể buộc Anh phải tuân theo các yêu cầu của Đức trên trường quốc tế thông qua mối đe dọa gây ra bởi một dàn chiến xa mạnh tập trung ở Biển Bắc. Tirpitz được sự ủng hộ hết mình trong việc ủng hộ các dự luật hải quân kế tiếp năm 1897 và 1900, theo đó hải quân Đức được xây dựng để cạnh tranh với Đế quốc Anh. Việc mở rộng hải quân theo các hành động của hạm đội cuối cùng đã dẫn đến những căng thẳng tài chính nghiêm trọng ở Đức vào năm 1914, vì vào năm 1906, Wilhelm đã cho hải quân của ông đóng loại thiết giáp hạm dreadnought lớn và đắt tiền. Đế quốc Anh rất phụ thuộc vào tự hào ưu thế hải quân của họ và phản ứng của nước này là biến Đức trở thành kẻ thù của mình.

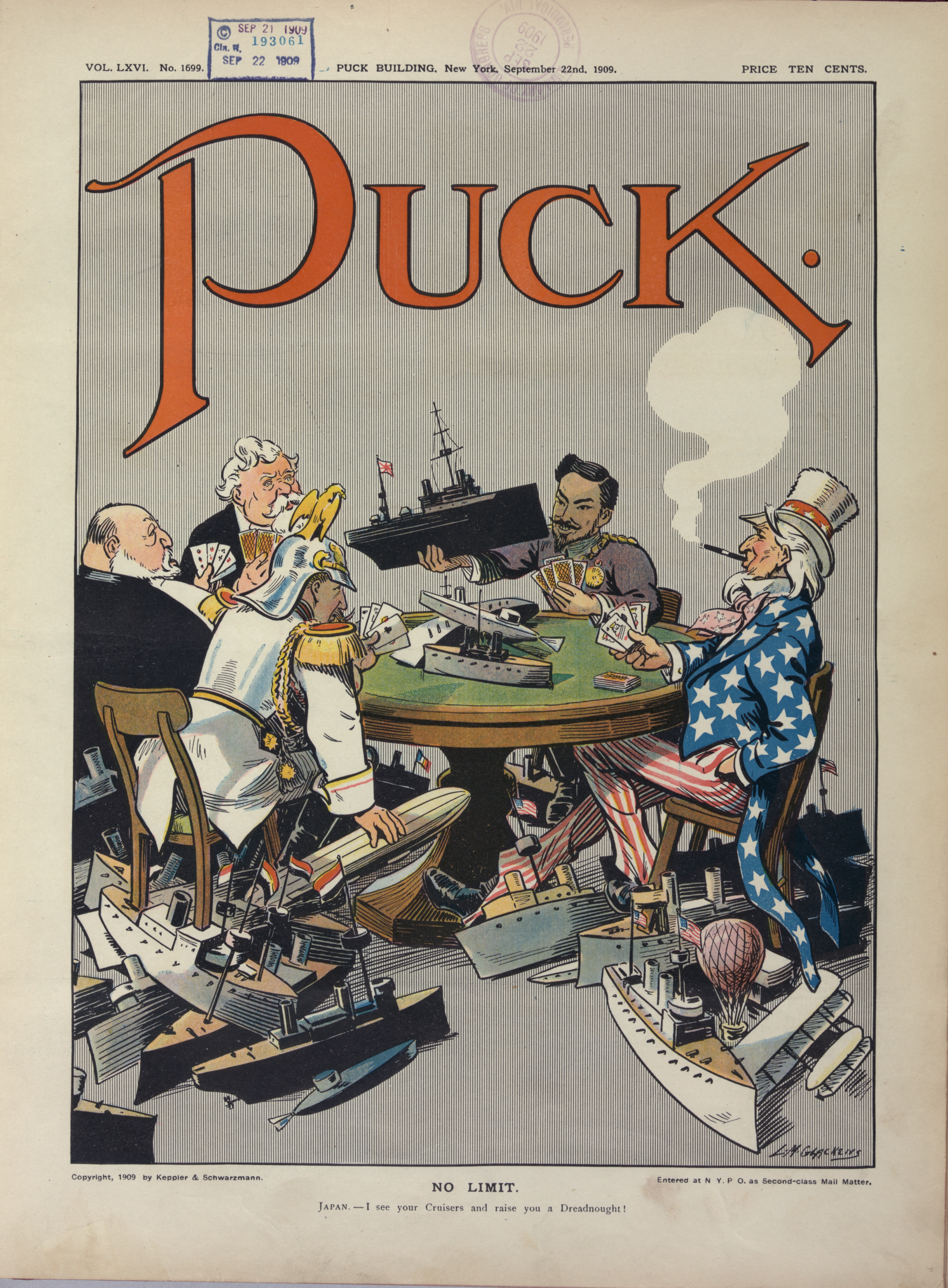
Áp phích hoạt hình vào năm 1909 ở Puck cho thấy năm quốc gia tham gia vào cuộc chạy đua hải quân; Wilhelm II (áo trắng - ngồi trái)

Năm 1889, Wilhelm tổ chức lại quyền kiểm soát cấp cao nhất của hải quân bằng cách thành lập Nội các Hải quân (Marine-Kabinett) tương đương với Nội các Quân sự Đế quốc Đức trước đây hoạt động như nhau cho cả lục quân và hải quân. Người đứng đầu Nội các Hải quân chịu trách nhiệm về việc thăng chức, bổ nhiệm, điều hành và ra lệnh cho các lực lượng hải quân. Thuyền trưởng Gustav von Senden-Bibran được bổ nhiệm làm người đứng đầu đầu tiên và giữ nguyên như vậy cho đến năm 1906. Chế độ đô đốc hiện tại của Đế quốc bị bãi bỏ, và trách nhiệm của nó được phân chia giữa hai tổ chức. Một vị trí mới đã được tạo ra, tương đương với tư lệnh tối cao của quân đội: Tổng tư lệnh tối cao của Bộ Hải quân, hay Oberkommando der Marine, chịu trách nhiệm về việc triển khai tàu, chiến lược và chiến thuật. Phó đô đốc Max von der Goltz được bổ nhiệm vào năm 1889 và giữ chức vụ cho đến năm 1895. Việc xây dựng và bảo trì tàu cũng như tiếp tế là trách nhiệm của Quốc vụ khanh Văn phòng Hải quân Đế quốc (Reichsmarineamt), chịu trách nhiệm trước Thủ tướng Đế quốc và cố vấn cho Reichstag về các vấn đề hải quân. Người được bổ nhiệm đầu tiên là Chuẩn Đô đốc Karl Eduard Heusner, ngay sau đó là Chuẩn Đô đốc Friedrich von Hollmann từ năm 1890 đến năm 1897. Mỗi người trong số ba người đứng đầu này đều báo cáo riêng cho Wilhelm. Và ngoài việc mở rộng hạm đội, Kênh đào Kiel được khai trương vào năm 1895, tạo điều kiện cho việc di chuyển giữa Biển Bắc và Biển Baltic đã diễn ra nhanh hơn.

## Nghệ thuật và Khoa học

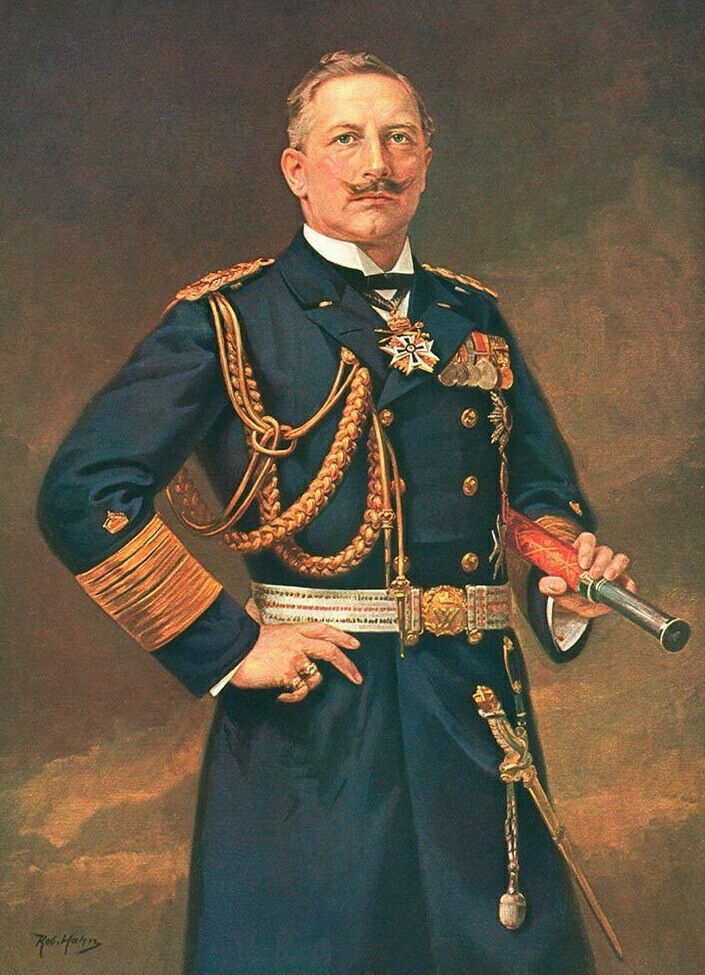
Một bức ảnh được tái tạo từ bức tranh sơn dầu vẽ chân dung Kaiser Wilhelm II trong bộ quân phục đô đốc vào những năm 1900 của Robert Hahn.

Dưới thời trị vì của Wilhelm, ông nhiệt tình quảng bá nghệ thuật và khoa học cũng như giáo dục công cộng và phúc lợi xã hội. Ông đã tài trợ cho Hiệp hội Kaiser Wilhelm để thúc đẩy nghiên cứu khoa học; nó được tài trợ bởi các nhà tài trợ tư nhân giàu có và nhà nước và bao gồm một số viện nghiên cứu về khoa học ứng dụng và thuần túy. Học viện Khoa học Phổ đã không thể tránh khỏi áp lực của ông và mất quyền tự chủ khi buộc phải kết hợp các chương trình mới về kỹ thuật và trao học bổng mới trong lĩnh vực khoa học kỹ thuật do món quà từ hoàng đế vào năm 1900.
Wilhelm ủng hộ các nhà hiện đại hóa khi họ cố gắng cải cách hệ thống giáo dục trung học của Phổ - vốn là truyền thống cứng nhắc, theo chủ nghĩa tinh hoa, độc đoán về mặt chính trị, và không thay đổi bởi sự tiến bộ của khoa học tự nhiên. Với tư cách là Người bảo vệ cha truyền con nối của Dòng dõi Thánh John, ông đã khuyến khích những nỗ lực của Dòng Cơ đốc nhằm đặt nền y học Đức lên vị trí hàng đầu trong thực hành y tế hiện đại thông qua hệ thống bệnh viện, và các trường điều dưỡng, các viện dưỡng lão trên khắp Đế quốc Đức. Và ông cũng tiếp tục là Người bảo vệ của Lệnh ngay cả sau năm 1918, vì vị trí này về cơ bản thuộc về người đứng đầu Hạ viện Hohenzollern.

## Chiến tranh thế giới thứ nhất
Wilhelm là bạn của Franz Ferdinand của Áo - Thái tử Đế quốc Áo - người đã bị ám sát vào ngày 28 tháng 6 năm 1914. Trước đó, ông từng đề nghị hỗ trợ Áo-Hungary trong việc tiêu diệt Bàn tay đen - tổ chức bí mật âm mưu giết người, và trừng phạt sử dụng vũ lực của Áo chống lại nguồn gốc của phong trào - Serbia. Wilhelm muốn ở lại Berlin cho đến khi cuộc khủng hoảng được giải quyết, nhưng thay vào đó ông thường đi du ngoạn Biển Bắc hàng năm vào ngày 6 tháng 7 năm 1914 và thường xuyên cố gắng để theo dõi cuộc khủng hoảng thông qua điện tín, và khi Tối hậu thư của Áo-Hung được giao cho Serbia, ông đã vội vã trở về Berlin vào ngày 28 tháng 7 để đọc bản sao thư trả lời của người Serbia và viết trên đó:
Một giải pháp tuyệt vời—và chỉ trong 48 giờ! Đây là được nhiều hơn những gì có thể mong đợi. Một chiến thắng lớn về mặt đạo đức cho Vienna; nhưng với nó, mọi lý do cho chiến tranh, và Đại sứ Giesl tốt hơn nên ở lại Belgrade một cách yên lặng. Trên tài liệu này, lẽ ra tôi không nên ra lệnh điều động.

Không rõ Hoàng đế, các bộ trưởng và tướng lĩnh Áo-Hung đã thuyết phục được Franz Joseph I của Áo ký tuyên chiến chống lại Serbia như thế nào. Nhưng hệ quả trực tiếp là Nga đã bắt đầu tổng động viên tấn công Áo để phòng thủ Serbia.

### Tháng 7 năm 1914

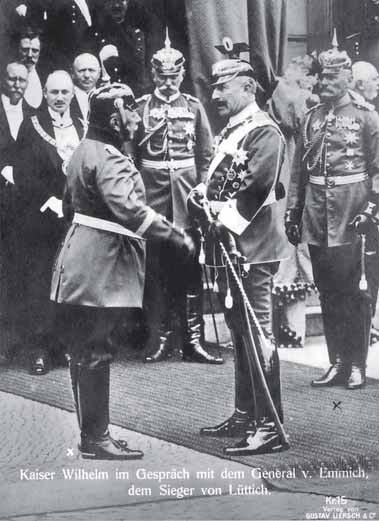
Wilihelm II trò chuyện với Tướng Otto von Emmich, trong hình còn có Hans von Plessen (giữa) và Moriz von Lyncker (phải)

Vào đêm ngày 30 tháng 7 năm 1914, khi được nhận một tài liệu nói rằng Đế quốc Nga sẽ không hủy bỏ việc huy động lực lượng của mình, Wilhelm đã viết một bài bình luận dài bao gồm những nội dung sau:
... Vì tôi không còn nghi ngờ gì nữa rằng Anh, Nga và Pháp đã đồng ý với nhau—biết rằng các nghĩa vụ hiệp ước của chúng tôi buộc chúng tôi phải hỗ trợ Áo—sử dụng xung đột Áo-Serb như một cái cớ để tiến hành một cuộc chiến tiêu diệt chống lại chúng tôi... Tình huống tiến thoái lưỡng nan của chúng ta về việc giữ đức tin với vị Hoàng đế già nua và danh giá đã bị lợi dụng để tạo ra một tình huống cho nước Anh cái cớ mà họ đang tìm cách tiêu diệt chúng ta với vẻ ngoài giả tạo của công lý với lý do rằng họ đang giúp đỡ nước Pháp và duy trì Cân bằng quyền lực nổi tiếng ở Châu Âu, tức là đánh bật tất cả các Quốc gia Châu Âu vì lợi ích của chính họ chống lại chúng ta.

Các nhà sử học người Anh gần đây tuyên bố rằng Wilhelm II thực sự tuyên bố, "Sự tàn nhẫn và nhu nhược (ám chỉ chính phủ Anh) sẽ bắt đầu cuộc chiến tranh kinh hoàng nhất trên thế giới, với mục đích là tiêu diệt nước Đức. Bởi vì không còn có thể nghi ngờ gì nữa, Anh, Pháp và Nga đã đồng mưu để chống lại một cuộc chiến tranh tiêu diệt chống lại chúng tôi (ám chỉ nước Đức)".
Khi biết rõ rằng Đức sẽ xảy ra chiến tranh trên hai mặt trận và Anh sẽ tham chiến nếu Đức tấn công Pháp thông qua Bỉ trung lập, Wilhelm hoảng sợ đã cố gắng chuyển hướng cuộc tấn công chính chống lại Nga. Khi Helmuth von Moltke nói với ông ấy rằng điều này là không thể, Wilhelm nói: "Chú của anh sẽ cho tôi một câu trả lời khác! Tại biên giới năm 1914 giữa Pháp và Đức, một cuộc tấn công ở phần phía nam của Pháp có thể bị chặn lại bởi pháo đài của Pháp dọc biên giới. Tuy nhiên, Wilhelm đã ngăn chặn bất kỳ cuộc xâm lược nào của Hà Lan.

### Thời kỳ bắt đầu

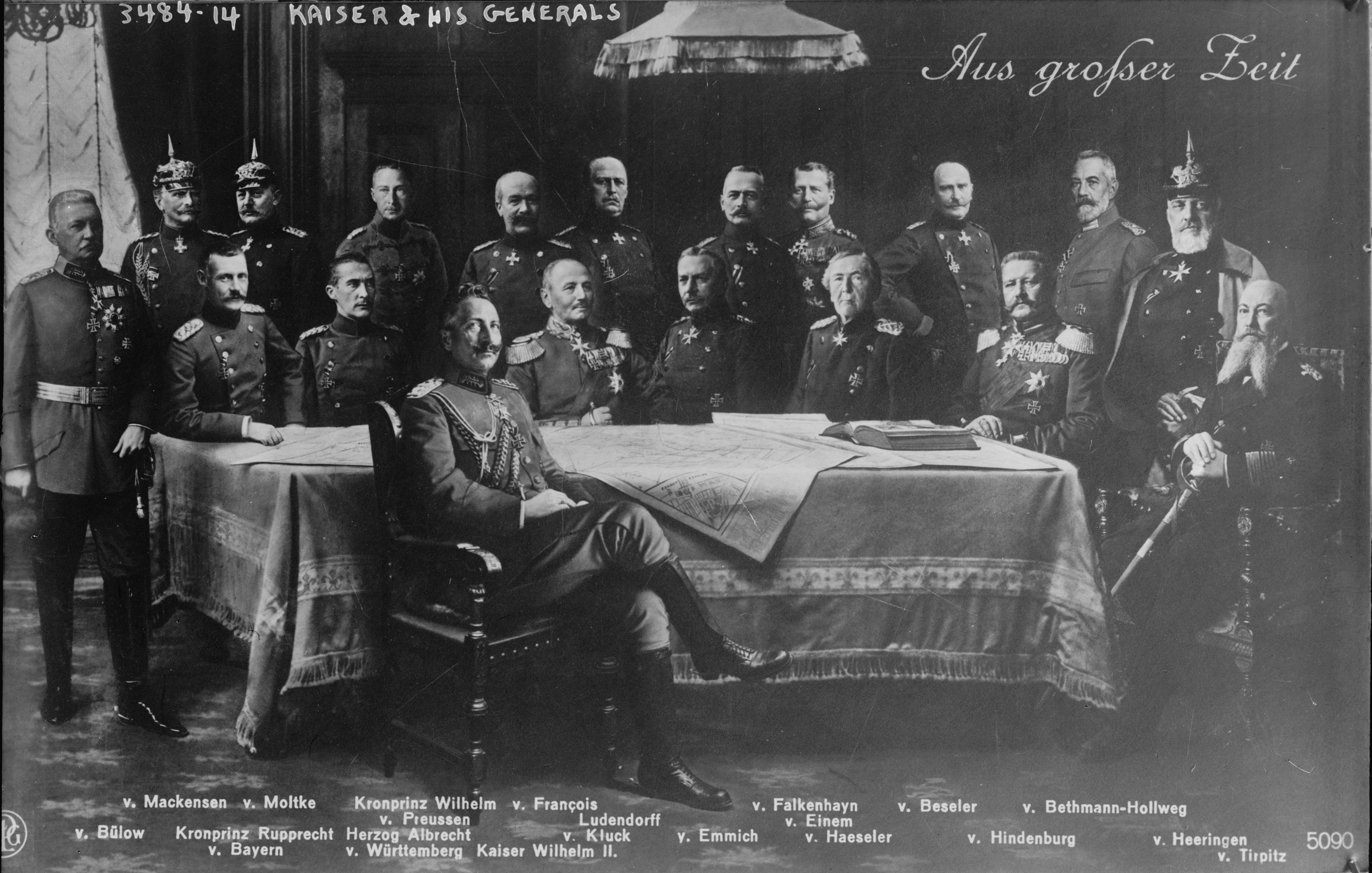
Ảnh chụp tổng hợp Wilhelm II với các tướng Đức của ông

Vào ngày 1 tháng 8 năm 1914, Wilhelm đã có một bài phát biểu về chiến tranh trước một đám đông lớn. Hôm thứ Hai, ông từ Potsdam đáp máy bay trở về Berlin và ban hành lệnh của hoàng gia triệu tập Quốc hội. Vào ngày hôm sau - ngày 19 tháng 8 năm 1914, Wilhelm dự đoán rằng Đức sẽ thắng trong cuộc chiến. Ông nói "Ta tin tưởng chắc chắn rằng, với sự giúp đỡ của Chúa, sự dũng cảm của Quân đội và Hải quân Đức và sự đồng lòng không gì có thể khuất phục của nhân dân Đức trong những giờ phút nguy hiểm đó, chiến thắng sẽ tôn vinh chính nghĩa của chúng ta."

### Shadow-Kaiser
Quyền lực và vai trò của Wilhelm trong thời chiến đã ngày càng giảm. Bộ chỉ huy cấp cao tiếp tục với chiến lược của mình ngay cả khi rõ ràng là kế hoạch Schlieffen đã thất bại. Đến năm 1916, Đức đã thực sự trở thành một chế độ độc tài quân sự dưới sự kiểm soát của Thống chế Paul von Hindenburg và Tướng Erich Ludendorff. Ngày càng xa rời thực tế và quá trình ra quyết định chính trị, Wilhelm bỏ trống giữa chủ nghĩa phòng thủ và về một giấc mơ chiến thắng, phụ thuộc vào vận may của quân đội của mình. Tuy nhiên, ông vẫn giữ quyền tối cao trong các vấn đề bổ nhiệm chính trị và chỉ sau khi nhận được sự đồng ý của ông, những thay đổi lớn đối với chỉ huy cấp cao mới có thể được thực hiện. Wilhelm ủng hộ việc cách chức Helmuth von Moltke the Younger vào tháng 9 năm 1914 và thay thế là Erich von Falkenhayn.

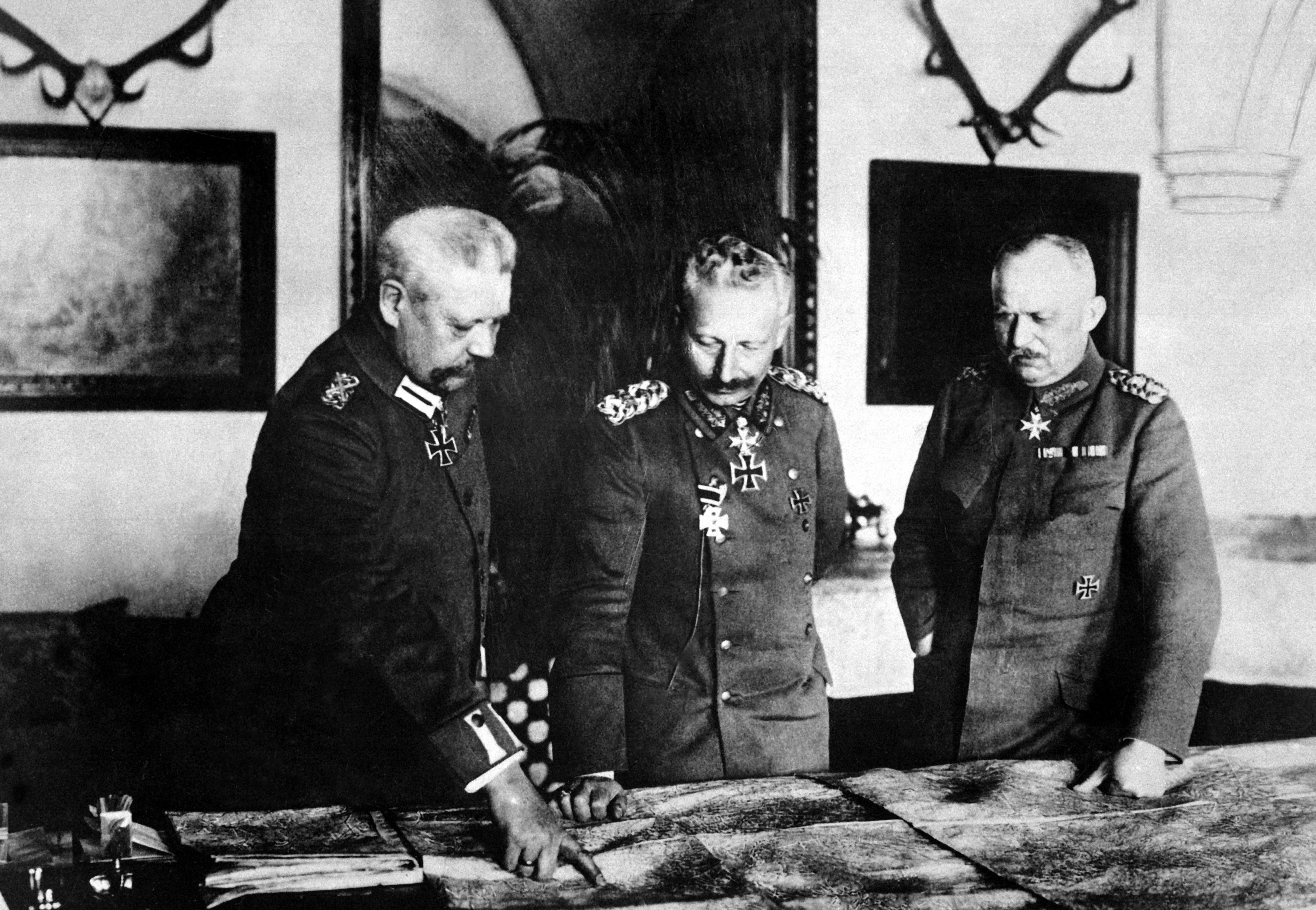
Hindenburg (trái) Wilhelm II (giữa) và Ludendorff (phải) vào tháng 1 năm 1917.

Năm 1917, Hindenburg và Ludendorff quyết định rằng Bethman-Hollweg không còn được họ chấp nhận làm Thủ tướng nữa và kêu gọi Kaiser Wilhelm bổ nhiệm người khác. Khi được hỏi họ sẽ chấp nhận ai, Ludendorff giới thiệu Georg Michaelis, một người mà ông hầu như không biết. Mặc dù vậy, Wilhelm đã chấp nhận lời đề nghị. Vào tháng 7 năm 1917, khi nghe tin người anh họ George V của ông đã đổi tên vương tộc của Hoàng gia Anh thành Windsor, Wilhelm nhận xét rằng ông dự định xem vở kịch Những người vợ vui vẻ của Saxe-Coburg-Gotha của Shakespeare. Cơ sở hỗ trợ của Wilhelm sụp đổ hoàn toàn vào tháng 10 đến tháng 11 năm 1918 trong quân đội, chính phủ dân sự, và trong dư luận Đức khi Tổng thống Woodrow Wilson nói rõ rằng chế độ quân chủ phải bị lật đổ trước khi chiến tranh kết thúc. Năm đó cũng chứng kiến Wilhelm bị ốm và trên toàn thế giới Dịch cúm Tây Ban Nha bùng phát, mặc dù Hoàng đế sau đó đã may mắn sống sót.

## Thoái vị
Wilhelm đang ở trụ sở Quân đội Đế quốc ở Spa, tại Bỉ khi các cuộc nổi dậy ở Berlin và các trung tâm khác khiến ông bất ngờ vào cuối năm 1918. Cuộc nổi loạn giữa hàng ngũ của Hải quân Đế quốc Đức của ông, hải quân đế quốc, đã khiến ông vô cùng kinh ngạc. Sau khi Cách mạng Đức bùng nổ, Wilhelm không thể quyết định có nên thoái vị hay không. Cho đến thời điểm đó, ông chấp nhận rằng mình có thể sẽ phải từ bỏ vương miện hoàng gia Đức và vẫn hy vọng giữ được vương quyền của Phổ. Tuy nhiên, điều này là không thể theo hiến pháp đế quốc. Ông nghĩ rằng trị vì như một hoàng đế trong một liên minh cá nhân với Phổ. Trên thực tế, hiến pháp đã định nghĩa đế quốc là một liên minh của các quốc gia dưới quyền tổng thống thường trực của Phổ. Do đó, vương miện hoàng gia được kết thông với vương miện của Phổ, có nghĩa là Wilhelm không thể thoái vị việc cai trị nước Đức mà không từ cả việc cai trị Phổ.
Hy vọng của Wilhelm về việc giữ lại ít nhất một trong những quyền lực của mình đã được tiết lộ là không thực tế khi, với hy vọng duy trì chế độ quân chủ trong bối cảnh bất ổn cách mạng ngày càng gia tăng, Maximilian xứ Baden tuyên bố Wilhelm từ bỏ cả hai tước hiệu vào ngày 9 tháng 11 năm 1918. Chính Max đã bị buộc phải từ chức sau đó cùng ngày, khi rõ ràng rằng chỉ Friedrich Ebert, lãnh đạo của Đảng Dân chủ Xã hội của Đức, mới có thể thực hiện quyền kiểm soát một cách hiệu quả. Cuối ngày hôm đó, một trong những quốc vụ khanh của Ebert, Philipp Scheidemann, thành viên Đảng Dân chủ Xã hội, đã tuyên bố nước Đức là một nước cộng hòa.
Wilhelm đồng ý thoái vị chỉ sau khi người thay thế Ludendorff, Tướng Wilhelm Groener, đã thông báo với ông rằng các sĩ quan và người của quân đội sẽ hành quân trở lại trong trật tự tốt dưới sự chỉ huy của Hindenburg, nhưng chắc chắn sẽ không chiến đấu để giành lấy ngai vàng của Wilhelm. Sự ủng hộ cuối cùng và mạnh mẽ nhất của chế độ quân chủ đã bị phá vỡ, và cuối cùng, ngay cả Hindenburg, một người theo chủ nghĩa quân chủ suốt đời, sau khi thăm dò ý kiến các tướng lĩnh của mình, buộc phải khuyên Hoàng đế từ bỏ vương miện. Vào ngày 10 tháng 11, Wilhelm vượt biên bằng tàu hỏa và lưu vong ở Hà Lan trung lập. Sau khi ký kết Hiệp ước Versailles vào đầu năm 1919, Điều 227 quy định rõ ràng về việc truy tố Wilhelm "vì tội tối cao chống lại đạo đức quốc tế và sự tôn nghiêm của các hiệp ước", nhưng chính phủ Hà Lan đã từ chối dẫn độ ông. Vua George V đã viết rằng ông coi người em họ ông là "tội phạm vĩ đại nhất trong lịch sử", nhưng phản đối đề xuất "treo cổ Wilhelm" của Thủ tướng David Lloyd George. Ở Anh, có rất ít sự sốt sắng trong việc truy tố. Vào ngày 1 tháng 1 năm 1920, trong các vòng tròn chính thức ở Luân Đôn đã tuyên bố rằng Vương quốc Anh sẽ "hoan nghênh việc Hà Lan từ chối giao cựu kaiser để xét xử," và ám chỉ rằng điều này đã được chuyển đến chính phủ Hà Lan thông qua các kênh ngoại giao.
Một bình luận nói: "Việc trừng phạt cựu kaiser và các tội phạm chiến tranh khác đang khiến Vương quốc Anh lo lắng. Tuy nhiên, về hình thức, chính phủ Anh và Pháp dự kiến sẽ yêu cầu Hà Lan dẫn độ cựu kaiser". Hà Lan sẽ từ chối trên cơ sở các điều khoản hiến pháp liên quan đến vụ việc và sau đó vấn đề sẽ được hủy bỏ. Yêu cầu dẫn độ sẽ không dựa trên mong muốn thực sự của các quan chức Anh là đưa kaiser ra xét xử, theo thông tin có thẩm quyền, nhưng được coi là hình thức cần thiết để ''cứu lấy thể diện'' của các chính trị gia, những người đã hứa sẽ thấy rằng Wilhelm bị trừng phạt vì tội ác của mình."
Tổng thống Woodrow Wilson của Hoa Kỳ phản đối việc dẫn độ, cho rằng việc truy tố Wilhelm sẽ gây mất ổn định trật tự quốc tế và làm mất hòa bình.
Wilhelm lần đầu tiên chuyển đến định cư tại Lâu đài Amerongen vào ngày 28 tháng 11, ông đã đưa ra tuyên bố thoái vị muộn màng khỏi cả vương triều Phổ và đế quốc, do đó chính thức chấm dứt sự cai trị 500 năm của Nhà Hohenzollerns đối với Phổ. Chấp nhận thực tế rằng Wilhelm đã mất cả hai vương miện quyền lực của mình vì lý do tốt, ông từ bỏ quyền của mình đối với "ngai vàng của Phổ và ngai vàng của Hoàng gia Đức được kết nối với nó." Ông cũng giải phóng binh lính và quan chức của mình ở cả Phổ và đế quốc - những người đã thề trung thành với ông. Wilhelm sau đó đã mua một ngôi nhà ở nông thôn tại thành phố Doorn ở Hà Lan được gọi là Huis Doorn, và chuyển đến vào ngày 15 tháng 5 năm 1920. Đây là ngôi nhà ông sống trong phần còn lại của cuộc đời mình. Cộng hòa Weimar đã cho phép Wilhelm di chuyển hai mươi ba toa xe lửa chứa đồ đạc, hai mươi bảy gói hàng chứa đủ loại, một mang ô tô và một toa khác, ra khỏi Cung điện Mới ở Potsdam.

## Lưu vong
Năm 1922, Wilhelm xuất bản tập đầu tiên của hồi ký—một tập sách rất mỏng chủ yếu khẳng định ông không có tội trong việc khởi xướng cuộc Đại chiến, và bảo vệ hành vi của bản thân trong suốt thời gian trị vì của mình, đặc biệt là trong các vấn đề chính sách đối ngoại. Trong hai mươi năm còn lại của cuộc đời, ông tiếp đãi các vị khách và thu nhập thông tin về các sự kiện ở châu Âu. Ông để râu và để bộ ria mép nổi tiếng của mình rũ xuống, áp dụng phong cách rất giống với những người anh em họ của mình là George V và Sa hoàng Nicholas II. Ngoài ra, ông cũng học tiếng Hà Lan và phát triển thiên hướng khảo cổ khi cư trú tại Corfu Achilleion, khai quật tại địa điểm của Đền Artemis ở Corfu - một niềm đam mê mà ông đã giữ lại trong cuộc sống lưu vong của mình. Ông đã mua lại nơi ở Hy Lạp cũ của Hoàng hậu Elisabeth sau khi bà bị sát hại vào năm 1898. Ông cũng phác thảo kế hoạch cho các tòa nhà lớn và thiết giáp hạm khi cảm thấy buồn chán. Khi sống lưu vong, một trong những niềm đam mê lớn nhất của Wilhelm là săn bắn, và ông đã giết hàng nghìn con vật, cả thú lẫn chim. Phần lớn thời gian của ông được dành cho việc chặt gỗ và hàng ngàn cây đã bị chặt trong thời gian ông ở Doorn.

### Sự giàu có

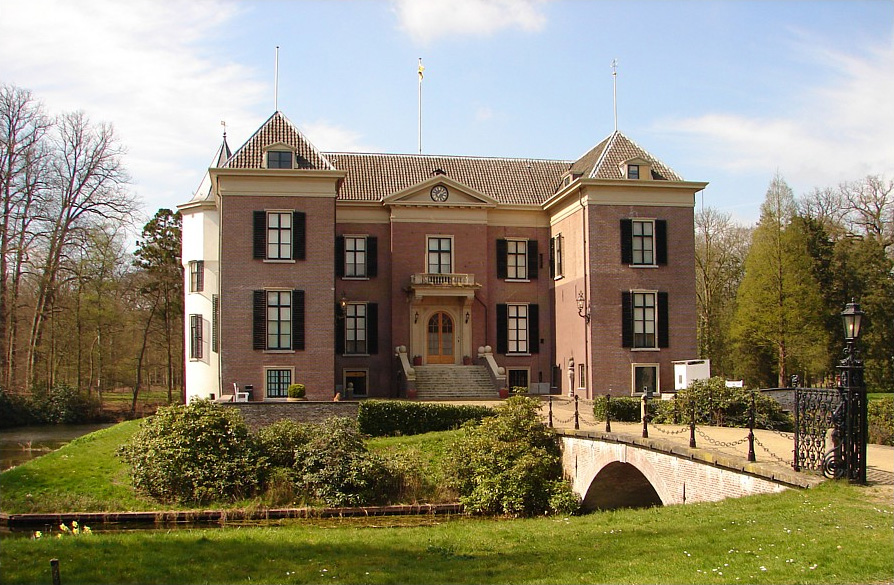
Huis Doorn, dinh thự được Wilhelm cư trú sau khi thoái vị và cũng là nơi sau này ông sống cho đến khi mất

Wilhelm II được coi là người giàu nhất nước Đức trước năm 1914. Sau khi thoái vị, ông vẫn giữ được khối tài sản đáng kể. Một số thông tin cho rằng cần ít nhất 60 toa xe lửa để chở đồ đạc, tác phẩm nghệ thuật, đồ sứ và bạc của ông từ Đức đến Hà Lan. Kaiser đã giữ lại lượng tiền mặt dự trữ đáng kể cũng như một số cung điện. Sau năm 1945, các khu rừng, trang trại, nhà máy và cung điện của Vương tộc Hohenzollern ở những nơi trở thành phố Đông Đức đã bị tịch thu và hàng nghìn tác phẩm nghệ thuật được đưa vào các bảo tàng quốc doanh.

## Quan điểm về chủ nghĩa Quốc xã
Vào đầu những năm 1930, Wilhelm rõ ràng hy vọng rằng những thành công của Đảng Quốc xã Đức sẽ kích thích sự quan tâm đến việc khôi phục chế độ quân chủ, với cháu trai cả của ông là Kaiser mới. Người vợ thứ hai của ông, Himent, đã chủ động kiến nghị với chính phủ Đức Quốc xã thay cho chồng mình. Tuy nhiên, Adolf Hitler, bản thân là một cựu binh của Quân đội Đế quốc Đức trong Chiến tranh Thế giới thứ nhất, không cảm thấy gì ngoài sự khinh bỉ đối với người mà ông đổ lỗi cho thất bại lớn nhất của nước Đức và những lời thỉnh cầu đã bị phớt lờ. Wilhelm ngày càng không tin tưởng vào Hitler và điều trần về vụ giết vợ của cựu Thủ tướng Kurt von Schleicher trong vụ Đêm của những con dao dài (Night of the Long Knives), Wilhelm nói, "Chúng ta đã không còn sống dưới chế độ pháp quyền và mọi người phải chuẩn bị cho khả năng Đức Quốc xã sẽ lấn tới và dồn họ vào tường!."
Wilhelm cũng kinh hoàng tại Kristallnacht, ngày 9–10 tháng 11 năm 1938, Wilhelm nói rằng "Tôi vừa nói rõ quan điểm của mình với Auwi (August Wilhelm, con trai thứ tư của Wilhelm) trước sự chứng kiến của những người anh em của nó. Auwi có gan nói rằng đồng ý với những người Do Thái Pogrom và hiểu lý do tại sao họ lại đến. Khi tôi nói với nó rằng bất kỳ người đàn ông tử tế nào cũng sẽ mô tả những hành động này như những dấu hiệu của hoa thị, Auwi tỏ ra hoàn toàn thờ ơ. Auwi hoàn toàn lạc lõng với gia đình chúng tôi". Wilhelm cũng nói rằng, "Lần đầu tiên, tôi cảm thấy xấu hổ khi là một người Đức."
"Có một người đơn độc, không gia đình, không con cái, không Chúa... Anh ta xây dựng quân đoàn, nhưng không xây dựng một quốc gia. Một quốc gia được tạo ra bởi gia đình, tôn giáo, truyền thống: nó được tạo nên từ trái tim của những người mẹ, sự khôn ngoan của những người cha, niềm vui và sự háo hức của những đứa con... Trong vài tháng, tôi đã tin vào Chủ nghĩa xã hội dân tộc. Tôi nghĩ đó như một cơn sốt cần thiết. Và tôi hài lòng khi thấy rằng, gắn liền với nó trong một thời gian, một số người Đức khôn ngoan nhất và xuất chúng nhất. Nhưng từng người một, anh ta đã bị loại trừ hoặc thậm chí bị giết chết... Anh ta không để lại gì ngoài một loạt các băng đảng xã hội đen! Người đàn ông này có thể mang về nhà những chiến thắng cho nhân dân chúng ta mỗi năm, mà không mang lại vinh quang hay nguy hiểm. Nhưng nước Đức của chúng ta, một quốc gia của các nhà thơ và nhạc sĩ, của các nghệ sĩ và chiến sĩ, ông ấy đã tạo nên một quốc gia cuồng loạn và ẩn dật, chìm trong đám đông và dẫn đầu bởi hàng nghìn kẻ dối trá hoặc cuồng tín."— Wilhelm về Hitler, tháng 12 năm 1938.

Sau Cuộc tấn công Ba Lan, đem về chiến thắng cho Đức trước Ba Lan vào tháng 9 năm 1939, phụ tá của Wilhelm, Tướng von Dommes, đã viết thư thay mặt cho Hitler, nói rằng Hạ viện Hohenzollern "vẫn trung thành" và lưu ý rằng chín Hoàng tử Phổ (một con trai và tám người cháu) đóng quân ở phía trước, kết luận "vì hoàn cảnh đặc biệt buộc phải cư trú ở nước ngoài trung lập, Bệ hạ phải đích thân từ chối để đưa ra lời nhận xét nói trên. Vì vậy, Hoàng đế đã buộc tội tôi thông gia."
Wilhelm vô cùng ngưỡng mộ thành công mà Hitler có thể đạt được trong những tháng đầu của Chiến tranh thế giới thứ hai, và đích thân gửi một bức điện chúc mừng khi Hà Lan đầu hàng vào tháng 5 năm 1940. Ông viết "Thưa ngài, tôi xin chúc mừng ngài và hy vọng rằng dưới sự lãnh đạo tuyệt vời của ngài, Chế độ quân chủ của Đức sẽ được khôi phục hoàn toàn." Không ấn tượng, Hitler nói với Linge, người hầu cận của ông, "Thật là một tên ngốc!". Khi Paris thất thủ một tháng sau, Wilhelm gửi một bức điện khác: "Dưới ấn tượng sâu sắc về sự đầu hàng của nước Pháp, tôi xin chúc mừng các ngài và tất cả các lực lượng vũ trang Đức về chiến thắng phi thường do Chúa ban tặng với những lời của Kaiser Wilhelm I Đại đế năm 1870" và "Thật là mọi sự kiện thay đổi qua thời gian của Đức Chúa Trời!. Tất cả trái tim người Đức đều tràn ngập nhịp điệu của Leuthen, mà những người chiến thắng Leuthen, những người lính của Vua vĩ đại đã hát: Bây giờ, xin cảm tạ tất cả Chúa của chúng ta!". Phản ứng chậm trễ của Hitler được cho là không tẻ nhạt và không đáp lại sự nhiệt tình của cựu Hoàng đế. Trong một bức thư gửi cho con gái của mình là Viktoria Luise, Công tước phu nhân xứ Brunswick, ông ấy đã viết một cách đắc thắng, "Entente Cordiale của Uncle Edward VII đã trở thành vô ích."
Trong một bức thư tháng 9 năm 1940 gửi cho một nhà báo Mỹ, Wilhelm ca ngợi những cuộc chinh phục ban đầu nhanh chóng của Hitler là "một sự liên tiếp của những điều kỳ diệu", nhưng cũng nhận xét rằng "những vị tướng lãnh đạo xuất sắc trong cuộc chiến này đến từ trường của tôi, họ đã chiến đấu dưới quyền chỉ huy của tôi trong Thế chiến với tư cách là trung úy, đội trưởng và các chuyên gia trẻ. Được giáo dục bởi Schlieffen, họ đã đưa những kế hoạch mà ông ấy đã vạch ra dưới thời tôi vào thực tế theo cùng lộ trình như chúng tôi đã làm vào năm 1914." Sau cuộc chinh phục Hà Lan của người Đức vào năm 1940, Wilhelm đã đến tuổi già và ông đã rút lui hoàn toàn khỏi cuộc sống chính trị. Vào tháng 5 1940, Wilhelm từ chối lời đề nghị từ Winston Churchill tị nạn ở Anh, và được cho rằng ông thích được mất tại Huis Doorn.

## Wilihelm, nước Anh và Do Thái
Trong năm cuối đời của mình tại Doorn, Wilhelm bằng lý do nào đó mà ông vẫn luôn tin Đức vẫn là một đất nước của chế độ quân chủ và Cơ đốc giáo và tin rằng Đế quốc Anh là đất nước của chủ nghĩa tự do Cổ điển và do đó là của Satan và Antichrist. Ông cho rằng giới quý tộc Anh đã bị "các Freemasons (Hội Tam Điểm) lây nhiễm hoàn toàn bởi Juda". Wilhelm từng khẳng định "người dân Anh phải được giải phóng khỏi Antichrist, Juda. Chúng ta phải đuổi Juda ra khỏi nước Anh cũng như nó đã bị đuổi ra khỏi Lục địa."
Ông cũng tin rằng các Freemasons và người Do Thái đã gây ra cả hai cuộc chiến tranh thế giới và đang nhắm đến một đế chế thế giới được cung cấp bởi vàng của Anh và Mỹ, nhưng Wilhelm nói "kế hoạch của Juda đã bị phá tan thành từng mảnh và chính họ đã bị quét ra khỏi Lục địa Châu Âu!". Lục địa Châu Âu bây giờ, Wilhelm viết, "củng cố và khép mình khỏi ảnh hưởng của người Anh sau khi người Anh và người Do Thái bị loại bỏ! Kết quả sẽ là "Hoa Kỳ của Châu Âu!"  Trong một bức thư năm 1940 gửi cho em gái mình, Công chúa Margaret, ông viết: "Bàn tay của Chúa đang tạo ra một thế giới mới và làm nên những điều kỳ diệu... Chúng ta đang trở thành Hoa Kỳ của Châu Âu dưới sự lãnh đạo của Đức, một Lục địa Châu Âu thống nhất." Ông nói thêm: "Người Do Thái đang bị đẩy ra khỏi vị trí bất chính của họ ở tất cả các quốc gia, những người mà họ đã hướng tới sự thù địch trong nhiều thế kỷ."

Ngoài ra, vào năm 1940, sinh nhật lần thứ 100 của mẹ Wilhelm. Bất chấp mối quan hệ rất rắc rối, ông đã viết cho một người bạn, "Hôm nay là sinh nhật lần thứ 100 của mẹ tôi! Không có thông báo nào về nó! Không có 'Dịch vụ Tưởng niệm' hoặc... ủy ban để ghi nhớ công việc tuyệt vời của bà cho... phúc lợi của người dân Đức của chúng tôi... Không ai thuộc thế hệ mới biết bất cứ điều gì về bà ấy." 

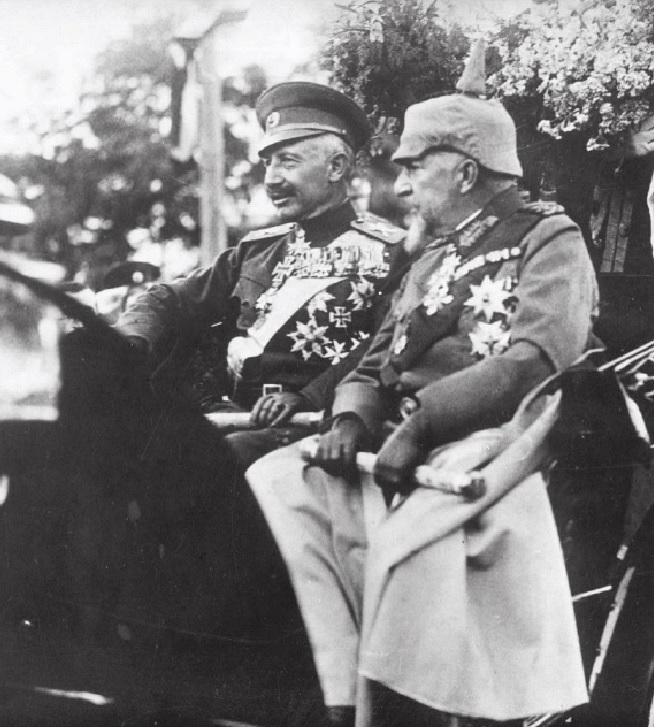
Wilhelm II và Sa hoàng Ferdinand I ở Sofia.
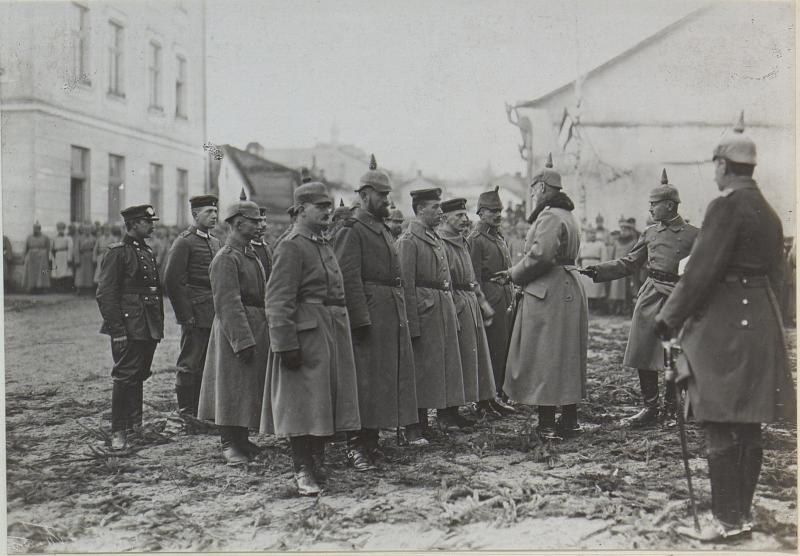
Lễ kỷ niệm sinh nhật của Wilhelm II vào ngày 27 tháng 1 tại Brzezany.
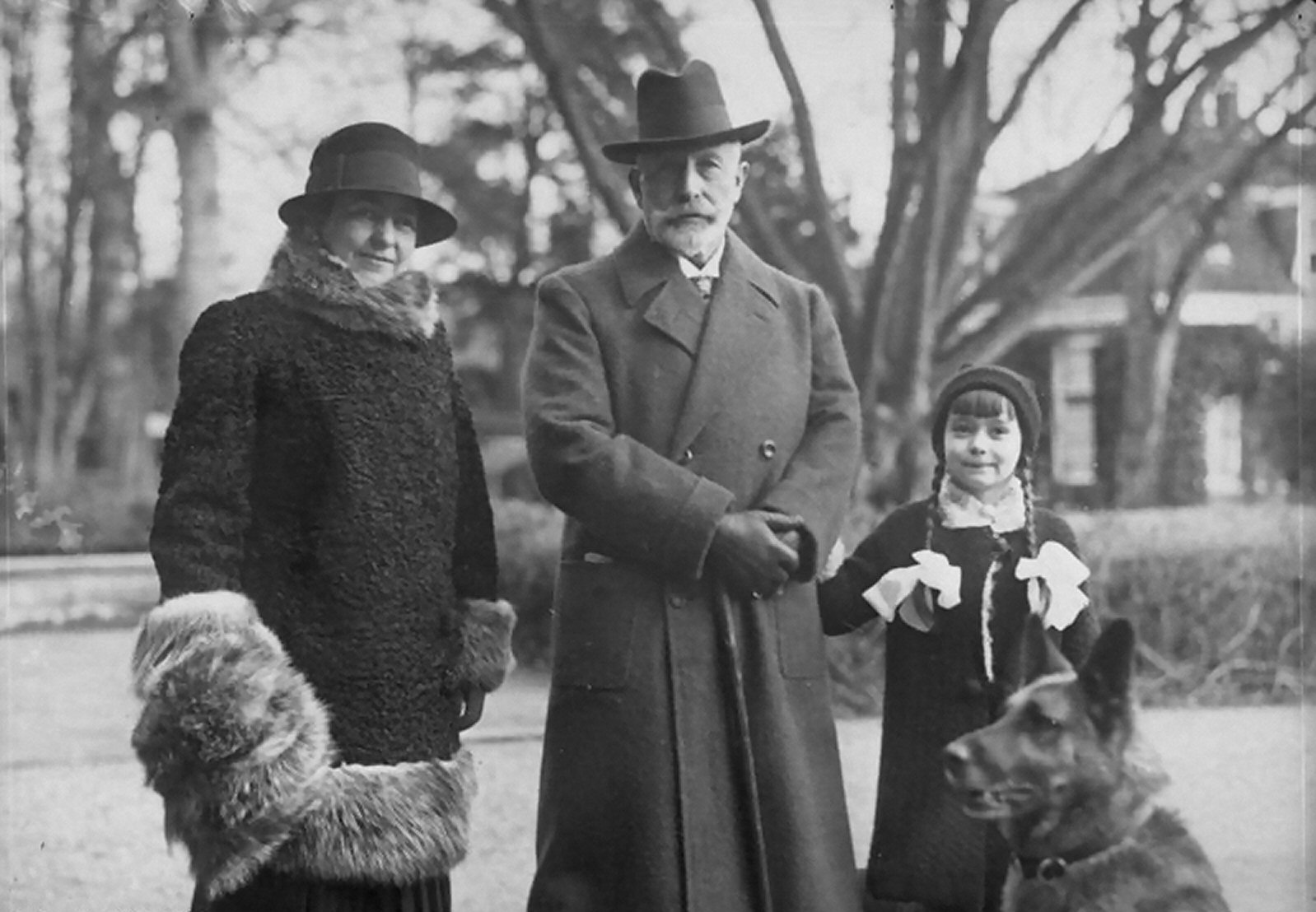
Wilhelm và người vợ thứ 2, Hermès Reuss của Greiz cùng con gái út Công chúa Henriette của Schönaich-Carolath (con riêng của Hermès với chồng, Hoàng tử Johann), đã được Wilhelm nhận làm cha. Ảnh chụp ở Doorn, tháng 3 năm 1931.
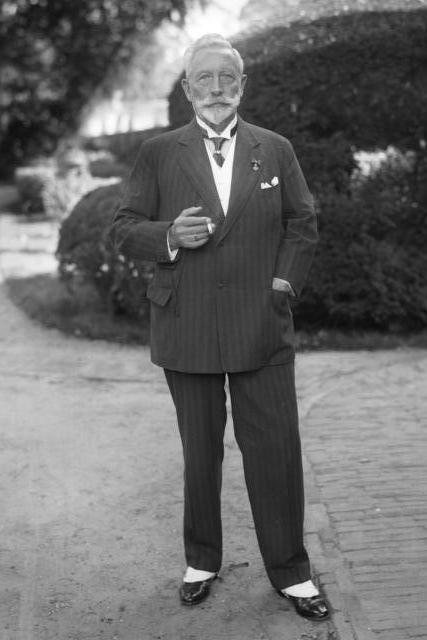
Wilhelm vào năm 1933

## Cuối đời

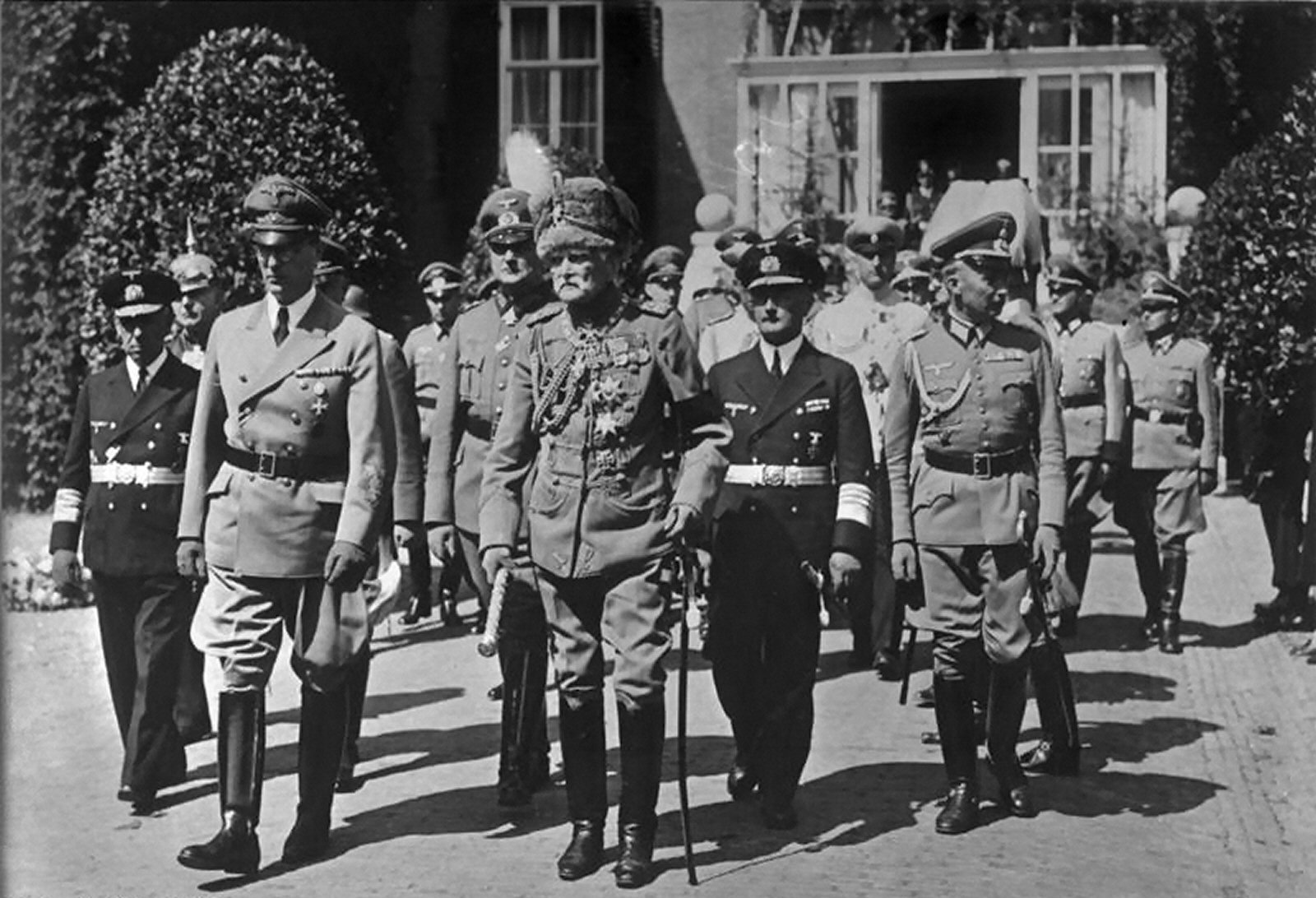
Ở hàng thứ 2 từ bên trái, Đô đốc Canaris, Tướng der Flieger Christiansen, Đại tá Haase và Đô đốc Densch trong đám tang của Wilhelm

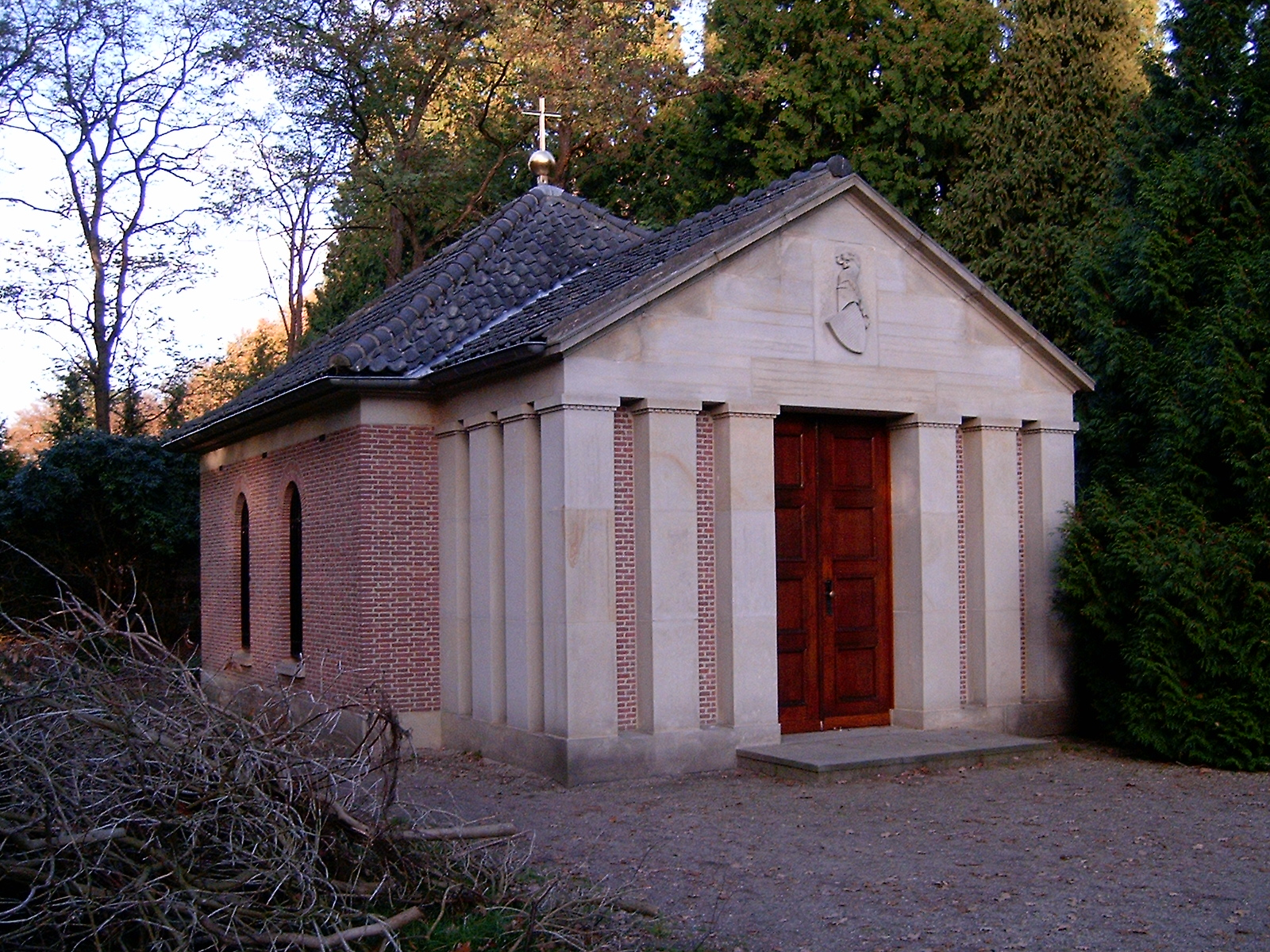
Lăng của Wilhelm

Ông chết vì tắc mạch phổi ở Doorn, Hà Lan, vào ngày 4 tháng 6 năm 1941, ở tuổi 82, chỉ vài tuần trước khi phe Trục xâm lược Liên Xô. Bất chấp sự thù hận cá nhân đối với chế độ quân chủ, Hitler đã muốn đưa thi thể của Wilhelm trở lại Berlin để làm lễ tang cấp nhà nước, vì Hitler cảm thấy rằng một đám tang như vậy, với việc bản thân đóng vai trò là người thừa kế ngai vàng, sẽ rất hữu ích để khai thác và tuyên truyền. Tuy nhiên, ý muốn của Wilhelm rằng thi hài của ông sẽ không được trở về Đức trừ khi chế độ quân chủ được khôi phục lần đầu tiên sau đó được tiết lộ và được tôn trọng một cách miễn cưỡng. Chính quyền chiếm đóng của Đức Quốc xã đã tổ chức một đám tang quân sự nhỏ với chỉ vài trăm người có mặt. Những người đưa tang có Thống chế August von Mackensen, mặc hoàn toàn trong bộ quân phục Imperial Hussars cũ, Đô đốc Wilhelm Canaris, Đại tá General Curt Haase, Tướng Hà Lan Friedrich Christiansen, và Chính ủy Hà Lan Arthur Seyss -Inquart, cùng một số cố vấn quân sự khác. Tuy nhiên, việc Wilhelm khăng khăng rằng chữ Vạn và thần khí của Đảng Quốc xã không được trưng bày trong đám tang của ông đã bị phớt lờ, vì cuối cùng nó đã vẫn xuất hiện trong các bức ảnh đám tang do một nhiếp ảnh gia người Hà Lan chụp.
Wilhelm được chôn cất trong một lăng mộ trên khuôn viên của Huis Doorn từ đó đã trở thành nơi hành hương của những người theo chủ nghĩa quân chủ Đức, những người tụ tập ở đó hàng năm vào ngày giỗ của ông để bày tỏ lòng kính trọng đối với vị Hoàng đế cuối cùng của Đế quốc Đức.

## Ảnh hưởng
Có ba xu hướng đã đặc trưng cho việc viết về Wilhelm II. Đầu tiên, các nhà văn lấy cảm hứng từ triều đình coi ông ta là một người tử vì đạo và là một anh hùng, thường chấp nhận một cách thiếu thận trọng những lời biện minh được đưa ra trong hồi ký của chính bản thân. Thứ hai, có những người đánh giá Wilhelm hoàn toàn không thể đảm đương những trách nhiệm lớn lao của vị trí của mình, một người cai trị quá liều lĩnh để đối phó với quyền lực. Thứ ba, sau năm 1950, các học giả sau này đã tìm cách vượt qua những đam mê của đầu thế kỷ 20 và cố gắng miêu tả một cách khách quan về Wilhelm và sự cai trị của ông.
Vào ngày 8 tháng 6 năm 1913, một năm trước khi cuộc Đại chiến bắt đầu, The New York Times đã xuất bản một phụ lục đặc biệt dành cho lễ kỷ niệm 25 năm ngày Kaiser gia nhập. Dòng tiêu đề biểu ngữ có nội dung: "Kaiser, 25 năm một nhà cầm quyền, được ca ngợi là Người tạo hòa bình trưởng". Câu chuyện kèm theo gọi ông là "nhân tố vĩ đại nhất cho hòa bình mà thời đại chúng ta có thể thể hiện", và ghi nhận Wilhelm là người thường xuyên giải cứu châu Âu khỏi bờ vực chiến tranh. Cho đến cuối những năm 1950, nước Đức dưới thời Kaiser cuối cùng được hầu hết các sử gia mô tả là một chế độ quân chủ gần như tuyệt đối. Tuy nhiên, một phần, đây là một sự lừa dối có chủ ý của các công chức Đức và các quan chức được bầu chọn. Ví dụ, cựu Tổng thống Theodore Roosevelt cho rằng Wilhelm nắm quyền kiểm soát chính sách đối ngoại của Đức vì Hermann Speck von Sternburg, đại sứ Đức tại Washington và là một người bạn cá nhân của Roosevelt đã trình bày với Tổng thống những thông điệp từ Thủ tướng Bernhard von Bülow như thể đó là những thông điệp đến từ Wilhelm. Các nhà sử học sau này đã hạ thấp vai trò của ông, cho rằng các quan chức cấp cao thường xuyên làm việc sau lưng ông. Gần đây hơn, nhà sử học John CG Röhl đã miêu tả Wilhelm là nhân vật chủ chốt trong việc tìm hiểu sự liều lĩnh và sự sụp đổ của Đế quốc Đức. Do đó, người ta vẫn lập luận rằng tàu Kaiser đóng một vai trò quan trọng trong việc thúc đẩy các chính sách bành trướng của cả hải quân và thực dân, nguyên nhân khiến mối quan hệ của Đức với Anh trở nên xấu đi trước năm 1914.

## Con cái
Wilhelm kết hôn vào ngày 27 tháng 2 năm 1881 với Công chúa Auguste Viktoria của Schleswig-Holstein. Họ có được 7 người con.
| Chân dung | Tên                      | Sinh                 | Mất                  | Kết hôn                                                                   | Bọn trẻ |
| --------- | ------------------------ | -------------------- | -------------------- | ------------------------------------------------------------------------- | --- |
|           | Wilhelm, Thái tử Đức     | 6 tháng 5 năm 1882   | 20 tháng 7 năm 1951  | Nữ công tước Cecilie của Mecklenburg-Schwerin                             | Hoàng tử Wilhelm (1906–1940) Hoàng tử Louis (1907–1994) Hoàng tử Hubertus (1909–1950) Hoàng tử Frederick (1911–1966) Công chúa Alexandrine (1915–1980) Công chúa Cecilie (1917–1975) |
|           | Hoàng tử Eitel Friedrich | 7 tháng 7 năm 1883   | 8 tháng 12 năm 1942  | Nữ công tước Sophia Charlotte của Oldenburg                               | |
|           | Hoàng tử Adalbert        | 14 tháng 7 năm 1884  | 22 tháng 9 năm 1948  | Công chúa Adelaide của Saxe-Meiningen                                     | Công chúa Victoria Marina (1915) Công chúa Victoria Marina (1917–1981) Hoàng tử Wilhelm Victor (1919–1989)                                                                           |
|           | Hoàng tử August Wilhelm  | 29 tháng 1 năm 1887  | 25 tháng 3 năm 1949  | Công chúa Alexandra Victoria của Schleswig-Holstein-Sonderburg-Glücksburg | Hoàng tử Alexander Ferdinand (1912–1985) |
|           | Hoàng tử Oskar           | 27 tháng 7 năm 1888  | 27 tháng 1 năm 1958  | Nữ bá tước Ina Marie von Bassewitz                                        | Hoàng tử Oskar (1915–1939) Hoàng tử Burchard (1917–1988) Công chúa Herzeleide (1918–1989) Hoàng tử Wilhelm-Karl (1922–2007)                                                          |
|           | Hoàng tử Joachim         | 17 tháng 12 năm 1890 | 18 tháng 7 năm 1920  | Công chúa Marie-Auguste của Anhalt                                        | Hoàng tử Karl Franz (1916–1975) |
|           | Hoàng nữ Viktoria Luise  | 13 tháng 9 năm 1892  | 11 tháng 12 năm 1980 | Ernest Augustus, Công tước Brunswick                                      | Vương tử Ernest Augustus (1914–1987) Vương tử George William (1915–2006) Vương nữ Friederike (1917–1981) Vương tử Christian                                                          |

Sau khi vợ chết, vào năm 1922 ông lấy bà công chúa góa chồng Hermine von Schönaich-Carolath, và không có con.

## Danh hiệu và tước vị
- 27 tháng 1 năm 1859 – 18 tháng 1 năm 1871: Vương tôn Điện hạ Wilhelm của Phổ.[A 2]
- 18 tháng 1 năm 1871 – 9 tháng 3 năm 1888: Hoàng tôn Điện hạ Wilhelm của Đức và Phổ.[A 3]
- 9 tháng 3 năm 1888 – 15 tháng 6 năm 1888: Hoàng Thái tử và Vương Thái tử Điện hạ Wilhelm của Đức và Phổ.[A 4]
- 15 tháng 6 năm 1888 – 9 tháng 11 năm 1918: Bệ hạ Hoàng đế Đức, Quốc vương nước Phổ.

Danh hiệu đầy đủ của Wilhelm II là Hoàng thượng và Vương thượng Bệ hạ Wilhelm Đệ Nhất, trong ân điển của Thiên Chúa, Hoàng đế người Đức và Vua của nước Phổ, Ngài Bá tước của Brandenburg, Tử tước của Nuremberg, Bá tước của Hohenzollern, Quận công của Schlesien và Glatz, Đại Quận công của Hạ Rhein và Posen, Quận công của Sachsen, của Westfalen, của Engern, của Pommern, Pommern, Lüneburg, Holstein và Schleswig, của Magdeburg, của Bremen, của Geldern, Kleve, Jülich và Berg, Công tước của người Wenden và Kaschuben, của Crossen, Lauenburg và Mecklenburg; Quận bá của Hessne và Thüringen; Biên cảnh hầu tước của Thượng và Hạ Lausitz; Thân vương của Orange, Thân vương của Rügen, của Đông Friesland, của Paderborn và Pyrmont, của Halberstadt, Münster, Minden, Osnabrück, Hildesheim, của Verden, Cammin, Fulda, Nassau và Moers; Quận bá của Henneberg; Bá tước của Mark, của Ravensberg, của Hohenstein, Tecklenburg và Lingen, của Mansfeld, Sigmaringen và Veringen; Huân tước Frankfurt.

## Gia phả
| \| \| \| \| \| \| \| \| \| \| \| \| \| \| 16. Friedrich Wilhelm II của Phổ \| \| \| \| \| \| \| \| \| \| \| \| \| \| \| \| \| \| \| \| \| \| \| \| \| \| \| \| \| \| \| \| \| \| \| \| \| \| \| \| \| \| \| \| \| \| \| \| \| \| \| \| \| \| \| \| \| \| \| \| 8. Friedrich Wilhelm III của Phổ[113] \| \| \| \| \| \| \| \| \| \| \| \| \| \| \| \| \| \| \| \| \| \| \| \| \| \| \| \| \| \| \| \| \| \| \| \| \| \| \| \| \| \| \| \| \| \| \| \| \| \| \| \| \| \| \| \| \| \| \| \| \| \| \| \| \| \| \| \| \| \| \| \| 17. Friederike Luise xứ Hessen-Darmstadt \| \| \| \| \| \| \| \| \| \| \| \| \| \| \| \| \| \| \| \| \| \| \| \| \| \| \| \| \| \| \| \| \| \| \| \| \| \| \| \| \| \| \| \| \| \| \| \| \| \| \| \| \| \| \| \| \| \| \| \| \| \| \| \| \| \| \| \| \| \| \| \| 4. Wilhelm I của Đức[114] \| \| \| \| \| \| \| \| \| \| \| \| \| \| \| \| \| \| \| \| \| \| \| \| \| \| \| \| \| \| \| \| \| \| \| \| \| \| \| \| \| \| \| \| \| \| \| \| \| \| \| \| \| \| \| \| \| \| \| \| \| \| \| \| \| \| \| \| \| \| \| \| 18. Karl II xứ Mecklenburg \| \| \| \| \| \| \| \| \| \| \| \| \| \| \| \| \| \| \| \| \| \| \| \| \| \| \| \| \| \| \| \| \| \| \| \| \| \| \| \| \| \| \| \| \| \| \| \| \| \| \| \| \| \| \| \| \| \| \| \| \| \| \| \| \| \| \| \| \| \| \| \| 9. Luise xứ Mecklenburg-Strelitz[113] \| \| \| \| \| \| \| \| \| \| \| \| \| \| \| \| \| \| \| \| \| \| \| \| \| \| \| \| \| \| \| \| \| \| \| \| \| \| \| \| \| \| \| \| \| \| \| \| \| \| \| \| \| \| \| \| \| \| \| \| \| \| \| \| \| \| \| \| \| \| \| \| 19. Friderike Caroline Luise xứ Hessen-Darmstadt \| \| \| \| \| \| \| \| \| \| \| \| \| \| \| \| \| \| \| \| \| \| \| \| \| \| \| \| \| \| \| \| \| \| \| \| \| \| \| \| \| \| \| \| \| \| \| \| \| \| \| \| \| \| \| \| \| \| \| \| \| \| \| \| \| \| \| \| \| \| \| \| 2. Friedrich III của Đức \| \| \| \| \| \| \| \| \| \| \| \| \| \| \| \| \| \| \| \| \| \| \| \| \| \| \| \| \| \| \| \| \| \| \| \| \| \| \| \| \| \| \| \| \| \| \| \| \| \| \| \| \| \| \| \| \| \| \| \| \| \| \| \| \| \| \| \| \| \| \| \| 20. Carl August xứ Sachsen-Weimar-Eisenach \| \| \| \| \| \| \| \| \| \| \| \| \| \| \| \| \| \| \| \| \| \| \| \| \| \| \| \| \| \| \| \| \| \| \| \| \| \| \| \| \| \| \| \| \| \| \| \| \| \| \| \| \| \| \| \| \| \| \| \| \| \| \| \| \| \| \| \| \| \| \| \| 10. Carl Friedrich xứ Sachsen-Weimar-Eisenach[115] \| \| \| \| \| \| \| \| \| \| \| \| \| \| \| \| \| \| \| \| \| \| \| \| \| \| \| \| \| \| \| \| \| \| \| \| \| \| \| \| \| \| \| \| \| \| \| \| \| \| \| \| \| \| \| \| \| \| \| \| \| \| \| \| \| \| \| \| \| \| \| \| 21. Luise xứ Hessen-Darmstadt \| \| \| \| \| \| \| \| \| \| \| \| \| \| \| \| \| \| \| \| \| \| \| \| \| \| \| \| \| \| \| \| \| \| \| \| \| \| \| \| \| \| \| \| \| \| \| \| \| \| \| \| \| \| \| \| \| \| \| \| \| \| \| \| \| \| \| \| \| \| \| \| 5. Augusta của Sachsen-Weimar-Eisenach[114] \| \| \| \| \| \| \| \| \| \| \| \| \| \| \| \| \| \| \| \| \| \| \| \| \| \| \| \| \| \| \| \| \| \| \| \| \| \| \| \| \| \| \| \| \| \| \| \| \| \| \| \| \| \| \| \| \| \| \| \| \| \| \| \| \| \| \| \| \| \| \| \| 22. Pavel I của Nga \| \| \| \| \| \| \| \| \| \| \| \| \| \| \| \| \| \| \| \| \| \| \| \| \| \| \| \| \| \| \| \| \| \| \| \| \| \| \| \| \| \| \| \| \| \| \| \| \| \| \| \| \| \| \| \| \| \| \| \| \| \| \| \| \| \| \| \| \| \| \| \| 11. Mariya Pavlovna của Nga[115] \| \| \| \| \| \| \| \| \| \| \| \| \| \| \| \| \| \| \| \| \| \| \| \| \| \| \| \| \| \| \| \| \| \| \| \| \| \| \| \| \| \| \| \| \| \| \| \| \| \| \| \| \| \| \| \| \| \| \| \| \| \| \| \| \| \| \| \| \| \| \| \| 23. Sophie Dorothee xứ Württemberg \| \| \| \| \| \| \| \| \| \| \| \| \| \| \| \| \| \| \| \| \| \| \| \| \| \| \| \| \| \| \| \| \| \| \| \| \| \| \| \| \| \| \| \| \| \| \| \| \| \| \| \| \| \| \| \| \| \| \| \| \| \| \| \| \| \| \| \| \| \| \| \| 1. Wilhelm II của Đức \| \| \| \| \| \| \| \| \| \| \| \| \| \| \| \| \| \| \| \| \| \| \| \| \| \| \| \| \| \| \| \| \| \| \| \| \| \| \| \| \| \| \| \| \| \| \| \| \| \| \| \| \| \| \| \| \| \| \| \| \| \| \| \| \| \| \| \| \| \| \| \| 24. George III của Liên hiệp Anh \| \| \| \| \| \| \| \| \| \| \| \| \| \| \| \| \| \| \| \| \| \| \| \| \| \| \| \| \| \| \| \| \| \| \| \| \| \| \| \| \| \| \| \| \| \| \| \| \| \| \| \| \| \| \| \| \| \| \| \| \| \| \| \| \| \| \| \| \| \| \| \| 12. Edward của Liên hiệp Anh và Hannover[116] \| \| \| \| \| \| \| \| \| \| \| \| \| \| \| \| \| \| \| \| \| \| \| \| \| \| \| \| \| \| \| \| \| \| \| \| \| \| \| \| \| \| \| \| \| \| \| \| \| \| \| \| \| \| \| \| \| \| \| \| \| \| \| \| \| \| \| \| \| \| \| \| 25. Charlotte xứ Mecklenburg-Strelitz \| \| \| \| \| \| \| \| \| \| \| \| \| \| \| \| \| \| \| \| \| \| \| \| \| \| \| \| \| \| \| \| \| \| \| \| \| \| \| \| \| \| \| \| \| \| \| \| \| \| \| \| \| \| \| \| \| \| \| \| \| \| \| \| \| \| \| \| \| \| \| \| 6. Victoria I của Liên hiệp Anh[116] \| \| \| \| \| \| \| \| \| \| \| \| \| \| \| \| \| \| \| \| \| \| \| \| \| \| \| \| \| \| \| \| \| \| \| \| \| \| \| \| \| \| \| \| \| \| \| \| \| \| \| \| \| \| \| \| \| \| \| \| \| \| \| \| \| \| \| \| \| \| \| \| 26. Franz I xứ Sachsen-Coburg-Saalfeld (= 28) \| \| \| \| \| \| \| \| \| \| \| \| \| \| \| \| \| \| \| \| \| \| \| \| \| \| \| \| \| \| \| \| \| \| \| \| \| \| \| \| \| \| \| \| \| \| \| \| \| \| \| \| \| \| \| \| \| \| \| \| \| \| \| \| \| \| \| \| \| \| \| \| 13. Victoire xứ Sachsen-Coburg-Saalfeld[116] \| \| \| \| \| \| \| \| \| \| \| \| \| \| \| \| \| \| \| \| \| \| \| \| \| \| \| \| \| \| \| \| \| \| \| \| \| \| \| \| \| \| \| \| \| \| \| \| \| \| \| \| \| \| \| \| \| \| \| \| \| \| \| \| \| \| \| \| \| \| \| \| 27. Auguste Reuß xứ Ebersdorf (= 29) \| \| \| \| \| \| \| \| \| \| \| \| \| \| \| \| \| \| \| \| \| \| \| \| \| \| \| \| \| \| \| \| \| \| \| \| \| \| \| \| \| \| \| \| \| \| \| \| \| \| \| \| \| \| \| \| \| \| \| \| \| \| \| \| \| \| \| \| \| \| \| \| 3. Victoria Adelaide của Liên hiệp Anh \| \| \| \| \| \| \| \| \| \| \| \| \| \| \| \| \| \| \| \| \| \| \| \| \| \| \| \| \| \| \| \| \| \| \| \| \| \| \| \| \| \| \| \| \| \| \| \| \| \| \| \| \| \| \| \| \| \| \| \| \| \| \| \| \| \| \| \| \| \| \| \| 28. Franz I xứ Sachsen-Coburg-Saalfeld (= 26) \| \| \| \| \| \| \| \| \| \| \| \| \| \| \| \| \| \| \| \| \| \| \| \| \| \| \| \| \| \| \| \| \| \| \| \| \| \| \| \| \| \| \| \| \| \| \| \| \| \| \| \| \| \| \| \| \| \| \| \| \| \| \| \| \| \| \| \| \| \| \| \| 14. Ernst I xứ Sachsen-Coburg và Gotha[116] \| \| \| \| \| \| \| \| \| \| \| \| \| \| \| \| \| \| \| \| \| \| \| \| \| \| \| \| \| \| \| \| \| \| \| \| \| \| \| \| \| \| \| \| \| \| \| \| \| \| \| \| \| \| \| \| \| \| \| \| \| \| \| \| \| \| \| \| \| \| \| \| 29. Auguste Reuß xứ Ebersdorf (= 27) \| \| \| \| \| \| \| \| \| \| \| \| \| \| \| \| \| \| \| \| \| \| \| \| \| \| \| \| \| \| \| \| \| \| \| \| \| \| \| \| \| \| \| \| \| \| \| \| \| \| \| \| \| \| \| \| \| \| \| \| \| \| \| \| \| \| \| \| \| \| \| \| 7. Albrecht xứ Sachsen-Coburg và Gotha[116] \| \| \| \| \| \| \| \| \| \| \| \| \| \| \| \| \| \| \| \| \| \| \| \| \| \| \| \| \| \| \| \| \| \| \| \| \| \| \| \| \| \| \| \| \| \| \| \| \| \| \| \| \| \| \| \| \| \| \| \| \| \| \| \| \| \| \| \| \| \| \| \| 30. August I xứ Sachsen-Gotha-Altenburg \| \| \| \| \| \| \| \| \| \| \| \| \| \| \| \| \| \| \| \| \| \| \| \| \| \| \| \| \| \| \| \| \| \| \| \| \| \| \| \| \| \| \| \| \| \| \| \| \| \| \| \| \| \| \| \| \| \| \| \| \| \| \| \| \| \| \| \| \| \| \| \| 15. Luise Pauline xứ Sachsen-Gotha-Altenburg[116] \| \| \| \| \| \| \| \| \| \| \| \| \| \| \| \| \| \| \| \| \| \| \| \| \| \| \| \| \| \| \| \| \| \| \| \| \| \| \| \| \| \| \| \| \| \| \| \| \| \| \| \| \| \| \| \| \| \| \| \| \| \| \| \| \| \| \| \| \| \| \| \| 31. Luise Charlotte xứ Mecklenburg-Schwerin \| \| \| \| \| \| \| \| \| \| \| \| \| \| \| \| \| \| \| \| \| \| \| \| \| \| \| \| \| \| \| \| \| \| \| \| \| \| \| \| \| \| \| \| \| \| \| \| \| \| \| \| |                                                  |  |  |  |  |  |  |  |  |  |  |  |                                  |  |  |  |
| |                                                  |  |  |  |  |  |  |  |  |  |  |  | 16. Friedrich Wilhelm II của Phổ |  |  |  |
| |                                                  |  |  |  |  |  |  |  |  |  |  |  |                                  |  |  |  |
| |                                                  |  |  |  |  |  |  |  |  |  |  |  |                                  |  |  |  |
| |                                                  |  |  |  |  |  |  |  |  |  |  |  |                                  |  |  |  |
| | 8. Friedrich Wilhelm III của Phổ                 |  |  |  |  |  |  |  |  |  |  |  |                                  |  |  |  |
| |                                                  |  |  |  |  |  |  |  |  |  |  |  |                                  |  |  |  |
| |                                                  |  |  |  |  |  |  |  |  |  |  |  |                                  |  |  |  |
| |                                                  |  |  |  |  |  |  |  |  |  |  |  |                                  |  |  |  |
| | 17. Friederike Luise xứ Hessen-Darmstadt         |  |  |  |  |  |  |  |  |  |  |  |                                  |  |  |  |
| |                                                  |  |  |  |  |  |  |  |  |  |  |  |                                  |  |  |  |
| |                                                  |  |  |  |  |  |  |  |  |  |  |  |                                  |  |  |  |
| |                                                  |  |  |  |  |  |  |  |  |  |  |  |                                  |  |  |  |
| | 4. Wilhelm I của Đức                             |  |  |  |  |  |  |  |  |  |  |  |                                  |  |  |  |
| |                                                  |  |  |  |  |  |  |  |  |  |  |  |                                  |  |  |  |
| |                                                  |  |  |  |  |  |  |  |  |  |  |  |                                  |  |  |  |
| |                                                  |  |  |  |  |  |  |  |  |  |  |  |                                  |  |  |  |
| | 18. Karl II xứ Mecklenburg                       |  |  |  |  |  |  |  |  |  |  |  |                                  |  |  |  |
| |                                                  |  |  |  |  |  |  |  |  |  |  |  |                                  |  |  |  |
| |                                                  |  |  |  |  |  |  |  |  |  |  |  |                                  |  |  |  |
| |                                                  |  |  |  |  |  |  |  |  |  |  |  |                                  |  |  |  |
| | 9. Luise xứ Mecklenburg-Strelitz                 |  |  |  |  |  |  |  |  |  |  |  |                                  |  |  |  |
| |                                                  |  |  |  |  |  |  |  |  |  |  |  |                                  |  |  |  |
| |                                                  |  |  |  |  |  |  |  |  |  |  |  |                                  |  |  |  |
| |                                                  |  |  |  |  |  |  |  |  |  |  |  |                                  |  |  |  |
| | 19. Friderike Caroline Luise xứ Hessen-Darmstadt |  |  |  |  |  |  |  |  |  |  |  |                                  |  |  |  |
| |                                                  |  |  |  |  |  |  |  |  |  |  |  |                                  |  |  |  |
| |                                                  |  |  |  |  |  |  |  |  |  |  |  |                                  |  |  |  |
| |                                                  |  |  |  |  |  |  |  |  |  |  |  |                                  |  |  |  |
| | 2. Friedrich III của Đức                         |  |  |  |  |  |  |  |  |  |  |  |                                  |  |  |  |
| |                                                  |  |  |  |  |  |  |  |  |  |  |  |                                  |  |  |  |
| |                                                  |  |  |  |  |  |  |  |  |  |  |  |                                  |  |  |  |
| |                                                  |  |  |  |  |  |  |  |  |  |  |  |                                  |  |  |  |
| | 20. Carl August xứ Sachsen-Weimar-Eisenach       |  |  |  |  |  |  |  |  |  |  |  |                                  |  |  |  |
| |                                                  |  |  |  |  |  |  |  |  |  |  |  |                                  |  |  |  |
| |                                                  |  |  |  |  |  |  |  |  |  |  |  |                                  |  |  |  |
| |                                                  |  |  |  |  |  |  |  |  |  |  |  |                                  |  |  |  |
| | 10. Carl Friedrich xứ Sachsen-Weimar-Eisenach    |  |  |  |  |  |  |  |  |  |  |  |                                  |  |  |  |
| |                                                  |  |  |  |  |  |  |  |  |  |  |  |                                  |  |  |  |
| |                                                  |  |  |  |  |  |  |  |  |  |  |  |                                  |  |  |  |
| |                                                  |  |  |  |  |  |  |  |  |  |  |  |                                  |  |  |  |
| | 21. Luise xứ Hessen-Darmstadt                    |  |  |  |  |  |  |  |  |  |  |  |                                  |  |  |  |
| |                                                  |  |  |  |  |  |  |  |  |  |  |  |                                  |  |  |  |
| |                                                  |  |  |  |  |  |  |  |  |  |  |  |                                  |  |  |  |
| |                                                  |  |  |  |  |  |  |  |  |  |  |  |                                  |  |  |  |
| | 5. Augusta của Sachsen-Weimar-Eisenach           |  |  |  |  |  |  |  |  |  |  |  |                                  |  |  |  |
| |                                                  |  |  |  |  |  |  |  |  |  |  |  |                                  |  |  |  |
| |                                                  |  |  |  |  |  |  |  |  |  |  |  |                                  |  |  |  |
| |                                                  |  |  |  |  |  |  |  |  |  |  |  |                                  |  |  |  |
| | 22. Pavel I của Nga                              |  |  |  |  |  |  |  |  |  |  |  |                                  |  |  |  |
| |                                                  |  |  |  |  |  |  |  |  |  |  |  |                                  |  |  |  |
| |                                                  |  |  |  |  |  |  |  |  |  |  |  |                                  |  |  |  |
| |                                                  |  |  |  |  |  |  |  |  |  |  |  |                                  |  |  |  |
| | 11. Mariya Pavlovna của Nga                      |  |  |  |  |  |  |  |  |  |  |  |                                  |  |  |  |
| |                                                  |  |  |  |  |  |  |  |  |  |  |  |                                  |  |  |  |
| |                                                  |  |  |  |  |  |  |  |  |  |  |  |                                  |  |  |  |
| |                                                  |  |  |  |  |  |  |  |  |  |  |  |                                  |  |  |  |
| | 23. Sophie Dorothee xứ Württemberg               |  |  |  |  |  |  |  |  |  |  |  |                                  |  |  |  |
| |                                                  |  |  |  |  |  |  |  |  |  |  |  |                                  |  |  |  |
| |                                                  |  |  |  |  |  |  |  |  |  |  |  |                                  |  |  |  |
| |                                                  |  |  |  |  |  |  |  |  |  |  |  |                                  |  |  |  |
| | 1. Wilhelm II của Đức                            |  |  |  |  |  |  |  |  |  |  |  |                                  |  |  |  |
| |                                                  |  |  |  |  |  |  |  |  |  |  |  |                                  |  |  |  |
| |                                                  |  |  |  |  |  |  |  |  |  |  |  |                                  |  |  |  |
| |                                                  |  |  |  |  |  |  |  |  |  |  |  |                                  |  |  |  |
| | 24. George III của Liên hiệp Anh                 |  |  |  |  |  |  |  |  |  |  |  |                                  |  |  |  |
| |                                                  |  |  |  |  |  |  |  |  |  |  |  |                                  |  |  |  |
| |                                                  |  |  |  |  |  |  |  |  |  |  |  |                                  |  |  |  |
| |                                                  |  |  |  |  |  |  |  |  |  |  |  |                                  |  |  |  |
| | 12. Edward của Liên hiệp Anh và Hannover         |  |  |  |  |  |  |  |  |  |  |  |                                  |  |  |  |
| |                                                  |  |  |  |  |  |  |  |  |  |  |  |                                  |  |  |  |
| |                                                  |  |  |  |  |  |  |  |  |  |  |  |                                  |  |  |  |
| |                                                  |  |  |  |  |  |  |  |  |  |  |  |                                  |  |  |  |
| | 25. Charlotte xứ Mecklenburg-Strelitz            |  |  |  |  |  |  |  |  |  |  |  |                                  |  |  |  |
| |                                                  |  |  |  |  |  |  |  |  |  |  |  |                                  |  |  |  |
| |                                                  |  |  |  |  |  |  |  |  |  |  |  |                                  |  |  |  |
| |                                                  |  |  |  |  |  |  |  |  |  |  |  |                                  |  |  |  |
| | 6. Victoria I của Liên hiệp Anh                  |  |  |  |  |  |  |  |  |  |  |  |                                  |  |  |  |
| |                                                  |  |  |  |  |  |  |  |  |  |  |  |                                  |  |  |  |
| |                                                  |  |  |  |  |  |  |  |  |  |  |  |                                  |  |  |  |
| |                                                  |  |  |  |  |  |  |  |  |  |  |  |                                  |  |  |  |
| | 26. Franz I xứ Sachsen-Coburg-Saalfeld (= 28)    |  |  |  |  |  |  |  |  |  |  |  |                                  |  |  |  |
| |                                                  |  |  |  |  |  |  |  |  |  |  |  |                                  |  |  |  |
| |                                                  |  |  |  |  |  |  |  |  |  |  |  |                                  |  |  |  |
| |                                                  |  |  |  |  |  |  |  |  |  |  |  |                                  |  |  |  |
| | 13. Victoire xứ Sachsen-Coburg-Saalfeld          |  |  |  |  |  |  |  |  |  |  |  |                                  |  |  |  |
| |                                                  |  |  |  |  |  |  |  |  |  |  |  |                                  |  |  |  |
| |                                                  |  |  |  |  |  |  |  |  |  |  |  |                                  |  |  |  |
| |                                                  |  |  |  |  |  |  |  |  |  |  |  |                                  |  |  |  |
| | 27. Auguste Reuß xứ Ebersdorf (= 29)             |  |  |  |  |  |  |  |  |  |  |  |                                  |  |  |  |
| |                                                  |  |  |  |  |  |  |  |  |  |  |  |                                  |  |  |  |
| |                                                  |  |  |  |  |  |  |  |  |  |  |  |                                  |  |  |  |
| |                                                  |  |  |  |  |  |  |  |  |  |  |  |                                  |  |  |  |
| | 3. Victoria Adelaide của Liên hiệp Anh           |  |  |  |  |  |  |  |  |  |  |  |                                  |  |  |  |
| |                                                  |  |  |  |  |  |  |  |  |  |  |  |                                  |  |  |  |
| |                                                  |  |  |  |  |  |  |  |  |  |  |  |                                  |  |  |  |
| |                                                  |  |  |  |  |  |  |  |  |  |  |  |                                  |  |  |  |
| | 28. Franz I xứ Sachsen-Coburg-Saalfeld (= 26)    |  |  |  |  |  |  |  |  |  |  |  |                                  |  |  |  |
| |                                                  |  |  |  |  |  |  |  |  |  |  |  |                                  |  |  |  |
| |                                                  |  |  |  |  |  |  |  |  |  |  |  |                                  |  |  |  |
| |                                                  |  |  |  |  |  |  |  |  |  |  |  |                                  |  |  |  |
| | 14. Ernst I xứ Sachsen-Coburg và Gotha           |  |  |  |  |  |  |  |  |  |  |  |                                  |  |  |  |
| |                                                  |  |  |  |  |  |  |  |  |  |  |  |                                  |  |  |  |
| |                                                  |  |  |  |  |  |  |  |  |  |  |  |                                  |  |  |  |
| |                                                  |  |  |  |  |  |  |  |  |  |  |  |                                  |  |  |  |
| | 29. Auguste Reuß xứ Ebersdorf (= 27)             |  |  |  |  |  |  |  |  |  |  |  |                                  |  |  |  |
| |                                                  |  |  |  |  |  |  |  |  |  |  |  |                                  |  |  |  |
| |                                                  |  |  |  |  |  |  |  |  |  |  |  |                                  |  |  |  |
| |                                                  |  |  |  |  |  |  |  |  |  |  |  |                                  |  |  |  |
| | 7. Albrecht xứ Sachsen-Coburg và Gotha           |  |  |  |  |  |  |  |  |  |  |  |                                  |  |  |  |
| |                                                  |  |  |  |  |  |  |  |  |  |  |  |                                  |  |  |  |
| |                                                  |  |  |  |  |  |  |  |  |  |  |  |                                  |  |  |  |
| |                                                  |  |  |  |  |  |  |  |  |  |  |  |                                  |  |  |  |
| | 30. August I xứ Sachsen-Gotha-Altenburg          |  |  |  |  |  |  |  |  |  |  |  |                                  |  |  |  |
| |                                                  |  |  |  |  |  |  |  |  |  |  |  |                                  |  |  |  |
| |                                                  |  |  |  |  |  |  |  |  |  |  |  |                                  |  |  |  |
| |                                                  |  |  |  |  |  |  |  |  |  |  |  |                                  |  |  |  |
| | 15. Luise Pauline xứ Sachsen-Gotha-Altenburg     |  |  |  |  |  |  |  |  |  |  |  |                                  |  |  |  |
| |                                                  |  |  |  |  |  |  |  |  |  |  |  |                                  |  |  |  |
| |                                                  |  |  |  |  |  |  |  |  |  |  |  |                                  |  |  |  |
| |                                                  |  |  |  |  |  |  |  |  |  |  |  |                                  |  |  |  |
| | 31. Luise Charlotte xứ Mecklenburg-Schwerin      |  |  |  |  |  |  |  |  |  |  |  |                                  |  |  |  |
| |                                                  |  |  |  |  |  |  |  |  |  |  |  |                                  |  |  |  |
| |                                                  |  |  |  |  |  |  |  |  |  |  |  |                                  |  |  |  |

#### Chú giải
1. ↑  Christopher Clark, Kaiser Wilhelm II, Bìa sau
2. 1 2  John C. G. Röhl, Young Wilhelm: the Kaiser's early life, 1859-1888, trang XIII
3. ↑  Giles MacDonogh, The Last Kaiser: The Life of Wilhelm II, Lời Mở đầu
4. ↑  John C. G. Röhl, Wilhelm II: the Kaiser's personal monarchy, 1888-1900, Bìa sau
5. ↑  John C. G. Röhl, Nicolaus Sombart, Kaiser Wilhelm II New Interpretations: The Corfu Papers, Bìa sau
6. 1 2  Giles MacDonogh, The Last Kaiser: The Life of Wilhelm II, các trang 1-5.
7. 1 2  Giles MacDonogh, The Last Kaiser: The Life of Wilhelm II, Bìa sau
8. 1 2  Giles MacDonogh, The Last Kaiser: The Life of Wilhelm II, các trang 7-9.
9. ↑  Giles MacDonogh, The Last Kaiser: The Life of Wilhelm II, các trang 333-346.
10. ↑  John C. G. Röhl, Nicolaus Sombart, Kaiser Wilhelm II New Interpretations: The Corfu Papers, trang 185
11. ↑  Giles MacDonogh, The Last Kaiser: The Life of Wilhelm II, các trang 405-407.
12. ↑  Christopher M. Clark, Kaiser Wilhelm II, trang 241
13. ↑  Röhl 1998, p. 10.
14. ↑  Röhl 1998, pp. 17–18.
15. 1 2  "Queen Victoria and the Crippled Kaiser – Ντοκιμαντερ". Truy cập ngày 9 tháng 2 năm 2022.
16. ↑  Putnam, William L. (2001). The Kaiser's Merchant Ships in World War I. Flagstaff, Arizona: Light Technology Publishing. p. 33. ISBN 978-1622336999.
17. ↑  Massie 1991, tr. 28.
18. ↑  Massie 1991, tr. 29.
19. ↑  Massie 1991, tr. 28.
20. ↑  Massie 1991, tr. 28.
21. ↑  Clay 2006, tr. 14.
22. ↑  Massie 1991, tr. 29.
23. ↑  Massie 1991, p. 29.
24. ↑  Hull 2004, p. 31.
25. ↑  Hull, Isabel V. (2004). The Entourage of Kaiser Wilhelm II, 1888–1918. Cambridge University Press. ISBN 978-0-521-53321-8.
26. ↑  Röhl, John CG (1998). Wilhelm thời trẻ: Cuộc đời sơ khai của Kaiser, 1859–1888. Nhà xuất bản Đại học Cambridge.
27. ↑  Massie 1991, p. 33.
28. ↑  "Massie, Robert K. (1991). Dreadnought: Anh, Đức, và sắp tới của Đại chiến (ấn bản đầu tiên)".
29. ↑  Röhl, John CG (1998). Wilhelm thời trẻ: Cuộc đời sơ khai của Kaiser, 1859–1888. Nhà xuất bản Đại học Cambridge.
30. ↑  Röhl, John CG (1998). Wilhelm thời trẻ: Cuộc đời sơ khai của Kaiser, 1859–1888. Nhà xuất bản Đại học Cambridge.
31. ↑  Cecil, Lamar (1989), Wilhelm II: Prince and Emperor, 1859–1900 , Chapel Hill: University of North Carolina Press, ISBN 978-0-8078-1828-2.
32. ↑  Cecil 1989, trang 124–146.
33. ↑  Röhl 2014, tr. 44.
34. 1 2  "The German Emperor as shown in his public utterances".
35. ↑  Steinberg 2011, trang 445–447.
36. ↑  Cecil 1989, trang 147–170.
37. ↑  Steinberg, Jonathan (2011). Bismarck: Một cuộc sống. Nhà xuất bản Đại học Oxford. ISBN 978-0199975396.
38. ↑  Taylor 1967, trang 238–239.
39. ↑  Modris Eksteins (1989), Rites of Spring: The Great War and the Birth of the Modern Age, trang 66–67.
40. ↑  Nipperdey 1992, tr. 421.
41. ↑  Fromkin 2008, tr. 110.
42. ↑  Fromkin 2008, tr. 87.
43. ↑  Langer & MacKendrick 1968, tr. 528.
44. ↑  "Dudoignon, Stephane A; Hisao, Komatsu; Yasushi, Kosugi, eds (2006). Intellectuals in the Modern Islamic World: Transmission, Transformation and Communication".
45. ↑  Motadel, David, ed. (2014). Islam and the European Empires (illustrated ed.). Oxford University Press. pp. 244–245. ISBN 9780199668311.
46. ↑  ""How Recep Tayyip Erdogan seduces Turkish migrants in Europe"".
47. ↑  Edward Jewitt Wheeler; Isaac Kaufman Funk; William Seaver Woods (1920). Tạp chí Văn học. Trang 3.
48. ↑  Cecil 2000, tr. 57.
49. ↑  "Đức và Cuộc diệt chủng Armenia năm 1915–17".
50. ↑  Röhl 1994, tr. 210.
51. ↑  Röhl 1994, tr. 210.
52. ↑  King, Greg, Twilight of Splendor: The Court of Queen Victoria Trong Năm Kim Cương Của Bà (Wiley & Sons, 2007), tr. 52.
53. ↑  Magnus, Philip, Vua Edward Đệ Thất (EP Dutton & Co, Inc., 1964), tr. 204.
54. ↑  Battiscombe, Georgiana, Nữ hoàng Alexandra (Constable, 1960), tr. 174.
55. ↑  Reinermann 2008, trang 469–485.
56. ↑  Röhl 1996, tr. 203.
57. ↑  "Wilhelm II: Prince and Emperor, 1859–1900; Chapel Hill: University of North Carolina Press". Bản gốc lưu trữ ngày 14 tháng 9 năm 2011. Truy cập ngày 14 tháng 9 năm 2022.
58. ↑  ""Wilhelm II: Prince and Emperor, 1859–1900; Chapel Hill: University of North Carolina Press"". Bản gốc lưu trữ ngày 14 tháng 9 năm 2011. Truy cập ngày 14 tháng 9 năm 2022.
59. ↑  Vovk 2012, tr. 243.
60. ↑  """Bài phát biểu về người Hun": Bài phát biểu của Kaiser Wilhelm II với Lực lượng viễn chinh Đức trước khi lên đường tới Trung Quốc (ngày 27 tháng 7 năm 1900)".
61. 1 2
62. ↑  Prenzle, Johannes, Die Reden Kaiser Wilhelms II (bằng tiếng Đức), Leipzig, tr. 209–212
63. ↑  Görtemaker, Manfred (1996), Deutschland im 19. Jahrhundert. Entwicklungslinien , Opladen: Schriftenreihe der Bundeszentrale für politische Bildung, tr. 357
64. ↑  "Dunlap, Thorsten. "Wilhelm II:" Bài phát biểu của Hun "(1900)"".
65. ↑  Görtemaker, Manfred (1996), Deutschland im 19. Jahrhundert. Entwicklungslinien (Tập 274 ấn bản), Opladen: Schriariesreihe der Bundeszentrale für politische Bildung, p. 357.
66. ↑  Chisholm, Hugh, biên tập. (Năm 1911). "Maroc". Bách khoa toàn thư Britannica. Tập 18 (ấn bản thứ 11). Nhà xuất bản Đại học Cambridge. P. 858.
67. ↑  Cecil 1989, trang 91–102.
68. ↑  Robert K. Massie, Dreadnought 1991 p. 674.
69. ↑  Steakley, James D. (1989). "Iconography of a Scandal: Political Cartoons and the Eulenburg Affair in Wilhelmine Germany in". In Dubermann, Martin (ed.). Hidden From History: Reclaiming The Gay And Lesbian Past. New American Library. pp. 325–326.
70. ↑  Carl L. Boyd (1966). "Mười năm lãng phí, 1888–1898: Kaiser Tìm một Đô đốc". Viện Dịch vụ Hoàng gia Hoa Kỳ. Tạp chí . 111 (644): 291–297.
71. ↑  Jonathan Steinberg (1973). "Kế hoạch Tirpitz". Tạp chí Lịch sử. 16 (1): 196–204. JSTOR 2637924 .
72. ↑  Matthew S. Seligmann, "Cuộc chạy đua của Hải quân Anh-Đức, 1898–1914." trong Các cuộc chạy đua vũ trang trong chính trị quốc tế: từ Thế kỷ 19 đến Thế kỷ 21 (2016) trang: 21-40.
73. ↑  Herwig 1980, trang 21–23.
74. ↑  König 2004, trang 359–377.
75. ↑  "The Evangelical Knights of Saint John: A History of the Bailiwick of Brandenburg of the Knightly Order of St. John of the Hospital at Jerusalem, Known as the Johanniter Order".
76. ↑  Sainty 1991, p. 91.
77. ↑  Ludwig 1927, tr. 444.
78. ↑  Balfour 1964, tr. 350–351.
79. ↑  Ludwig 1927, tr. 453.
80. ↑  Balfour 1964, tr. 355.
81. ↑  ""KAISER CỰC ĐẾN BERLIN; Với Anh trai và các hoàng tử khác, Anh ấy được chào đón một cách ngớ ngẩn". New York Time. Ngày 3 tháng 8 năm 1914".
82. ↑  ""KAISER PREDICTS GERMAN VICTORY; Ban hành một Nghị định khuyến khích khi Anh rời Berlin để làm mặt trận". Thời báo New York. Ngày 19 tháng 8 năm 1914".
83. ↑  Craig, Gordon Alexander (1978). Đức, 1866-1945. Nhà xuất bản Đại học Oxford. ISBN 978-0-19-822113-5.
84. ↑  Craig 1978, tr. 374, 377–378, 393.
85. ↑  "Số 30186". The London Gazette. Ngày 17 tháng 7 năm 1917. tr. 7119.
86. ↑  Cecil 1989, tr. 283.
87. ↑  Schwabe 1985, tr. 107.
88. ↑  Collier R (1974). Bệnh dịch của Tây Ban Nha - Đại dịch Cúm năm 1918–19. Mảng xơ vữa. ISBN 978-0-689-10592-0.
89. ↑  "Cecil, Lamar (1989), Wilhelm II: Prince and Emperor, 1859–1900". Bản gốc lưu trữ ngày 14 tháng 9 năm 2011. Truy cập ngày 14 tháng 9 năm 2022.
90. ↑  Cecil 1989, tr. 294.
91. ↑  United Press, “Cựu Kaiser sẽ không bao giờ bị thử chiến tranh - Hà Lan sẽ từ chối dẫn độ - Nhu cầu sẽ được đưa ra như một vấn đề về hình thức nhưng Anh và Pháp sẽ hủy bỏ trường hợp khi Hà Lan từ chối cung cấp War Lord,” Riverside Daily Press, Riverside, California, Tối Thứ Năm, ngày 1 tháng 1 năm 1920, Tập XXXV, số 1, tr. 1.
92. ↑  Ashton & Hellema 2000, trang 53–78.
93. ↑  "My year book: Ghi chép về các sự kiện và tiến trình".
94. ↑  "The Last Kaiser, Đài lưu trữ Đài Hà Lan, tháng 11 năm 1998".
95. ↑  Macdonogh, Giles (2001), The Last Kaiser: William the Impetuous , London: Weidenfeld & Nicolson, ISBN 978-1-84212-478-9.
96. ↑  Macdonogh 2001, trang 452–452.
97. ↑  Balfour 1964, tr. 419.
98. ↑  "The Kaiser on Hitler" (PDF). Ken. ngày 15 tháng 12 năm 1938. Truy cập ngày 2 tháng 10 năm 2016.
99. ↑  Petropoulos 2006, tr. 170.
100. ↑  Antony Beevor (2013). Chiến tranh thế giới thứ hai. Sách Phượng Hoàng. trang 92–93.
101. ↑  Gilbert 1994, tr. 523.
102. ↑  Röhl 2014, tr. 192.
103. ↑  Palmer 1978, tr. 226.
104. ↑  Röhl, John C. G. (2014). Conflict, Catastrophe and Continuity: Essays on Modern German History. Cambridge University Press. p. 1263. ISBN 9780521844314.
105. ↑  Röhl, John C. G. (1996). The Kaiser and His Court: Wilhelm II and the Government of Germany. translated by Terence F. Cole (reprint, illustrated ed.). Cambridge University Press. ISBN 0521565049.
106. ↑  "Royals and the Reich: The Princes Von Hessen in Nazi Germany (2006)".
107. ↑  "Pakula, Hannah (1997). Một người phụ nữ không phổ biến".
108. ↑  Sweetman 1973, trang 654–655.
109. ↑  Macdonogh 2001, tr. 459.
110. ↑  "How A German Soldier Still Loves His Dead Kai".
111. ↑  "Wilhelm II, Emperor of Germany (1859-1941)". Web.archive.org. Bản gốc lưu trữ ngày 22 tháng 12 năm 2007. Truy cập ngày 26 tháng 8 năm 2022.
112. ↑  Rudolf Graf v. Stillfried: Die Titel und Wappen des preußischen Königshauses. Berlin 1875.
113. 1 2  Marcks, Erich ADB:Wilhelm I. (deutscher Kaiser) (1897), "Wilhelm I. (deutscher Kaiser)", Allgemeine Deutsche Biographie (ADB) (bằng tiếng Đức), quyển 42, Leipzig: Duncker & Humblot, tr. 527–692
114. 1 2  Meisner, Heinrich Otto (1961), "Friedrich III", Neue Deutsche Biographie (NDB) (bằng tiếng Đức), quyển 5, Berlin: Duncker & Humblot, tr. 487–489{{Chú thích}}:  Quản lý CS1: postscript (liên kết) Quản lý CS1: ref trùng mặc định (liên kết); (full text online)
115. 1 2  Goetz, Walter (1953), "Augusta", Neue Deutsche Biographie (NDB) (bằng tiếng Đức), quyển 1, Berlin: Duncker & Humblot, tr. 451–452{{Chú thích}}:  Quản lý CS1: postscript (liên kết) Quản lý CS1: ref trùng mặc định (liên kết); (full text online)
116. 1 2 3 4 5 6  Louda, Jiří; Maclagan, Michael (1999). Lines of Succession: Heraldry of the Royal Families of Europe. London: Little, Brown. tr. 34. ISBN 1-85605-469-1.

Tư liệu tham khảo
- MacDonogh, Giles. The Last Kaiser: William the Impetuous, London: Weidenfeld & Nicolson, 2001. ISBN 978-1-84212-478-9
- Cecil, Lamar. Wilhelm II: Prince and Emperor, 1859–1900, Chapel Hill: University of North Carolina Press, 1989. ISBN 0-8078-1828-3 online edition
- Cecil, Lamar. Wilhelm II: Emperor and Exile, 1900–1941, (1996). ISBN 0-8078-2283-3 online edition,
- McLean, Roderick R. "Kaiser Wilhelm II and the British Royal Family: Anglo-German Dynastic Relations in Political Context, 1890–1914." History 2001 86(284): 478–502. Issn: 0018-2648
- Röhl, John C. G., and Nicholaus Sombart, eds. Kaiser Wilhelm II: New Interpretations − the Corfu Papers, Cambridge: Cambridge University Press, 1982 (reprinted 2005).
- Röhl, John C. G. Young Wilhelm: The Kaiser's Early Life, 1859–1888, (Cambridge University Press, 1998)
- Röhl, John C. G. The Kaiser's Personal Monarchy, 1888–1900, (Cambridge University Press, 2004); 1310pp excerpt and text search ISBN 978-0-521-81920-6
- Röhl, John C. G.. The Kaiser and His Court: Wilhelm II and the Government of Germany, (Cambridge University Press, 1994. ISBN 0-521-40223-9